# Ducado del Infantado
El ducado del Infantado es un título nobiliario español concedido por los Reyes Católicos el 22 de julio de 1475 a Diego Hurtado de Mendoza y Suárez de Figueroa, ii marqués de Santillana. Da nombre a la Casa del Infantado.
Es uno de los títulos nobiliarios más importantes de España, y se le concedió la grandeza de primera clase en 1520, por el emperador Carlos V.
Los Reyes Católicos crearon también en 1479 el condado de Saldaña, para que lo ostentaran los herederos del ducado del Infantado. En esos momentos, el hijo y heredero de Diego Hurtado de Mendoza y de la Vega, era Íñigo López de Mendoza y de la Vega, que se convirtió en el i conde de Saldaña, después ii duque del Infantado.
A partir de ese momento todos los herederos del ducado, han sido condes de Saldaña, ostentando también el marquesado de Santillana, como primer título que ostentó la familia Mendoza.

## Duques del Infantado
|       | Titular | Periodo         |
| ----- | --- | --------------- |
| i     | Diego Hurtado de Mendoza y Suárez de Figueroa | 1475-1479       |
| ii    | Íñigo López de Mendoza y de la Vega | 1479-1500       |
| iii   | Diego Hurtado de Mendoza de la Vega y Luna | 1500-1531       |
| iv    | Íñigo López de Mendoza y Pimentel | 1531-1566       |
| v     | Íñigo López de Mendoza de la Vega y Luna | 1566-1601       |
| vi    | Ana de Mendoza de la Vega y Luna | 1601-1628       |
| vii   | Rodrigo Díaz de Vivar Sandoval Hurtado de Mendoza de la Vega y Luna                                                                                                  | 1628-1657       |
| viii  | Catalina de Mendoza Sandoval de la Vega y Luna | 1657-1686       |
| ix    | Gregorio de Silva y Mendoza | 1686-1693       |
| x     | Juan de Dios Silva y Mendoza | 1693-1737       |
| xi    | María Francisca Ildefonsa de Silva Hurtado de Mendoza de la Vega y Luna Sandoval y Rojas                                                                             | 1737-1770       |
| xii   | Pedro de Alcántara Antonio Juan Esteban Diego Francisco Miguel Luis Silvestre Benito de Toledo Pimentel Enríquez Silva Hurtado de Mendoza de la Vega Sandoval y Luna | 1770-1790       |
| xiii  | Pedro de Alcántara Álvarez de Toledo y Salm-Salm | 1790-1841       |
| xiv   | Pedro de Alcántara Téllez-Girón y Beaufort Spontin | 1841-1844       |
| xv    | Mariano Téllez-Girón y Beaufort Spontin | 1844-1882       |
| xvi   | Andrés Avelino de Arteaga y Silva Carvajal y Téllez-Girón | 1882-1910       |
| xvii  | Joaquín Ignacio de Arteaga y Echagüe | 1916-1947       |
| xviii | Íñigo de Loyola de Arteaga y Falguera | 1948-1997       |
| xix   | Íñigo de Arteaga y Martín | 1997-2018       |
| xx    | María de la Almudena de Arteaga y del Alcázar | 2018-actualidad |

### Árbol genealógico
Titulares
     Pretendientes
| \| \| \| \| \| \| \| \| \| \| \| \| \| \| \| \| \| Diego Hurtado de Mendoza, i duque del Infantado (1417-1479) \| \| \| \| \| \| \| \| \| \| \| \| \| \| \| \| \| \| \| \| \| \| \| \| \| \| \| \| \| \| \| \| \| \| \| \| \| \| \| \| \| \| \| \| \| \| \| \| \| \| \| \| \| \| \| \| \| \| \| \| \| \| \| \| \| \| \| \| \| \| \| \| \| \| \| \| \| \| \| \| \| \| \| \| \| \| \| \| \| \| \| \| \| \| \| \| \| \| \| \| \| \| \| \| \| \| \| \| \| \| \| \| \| \| \| \| \| \| \| \| \| \| Íñigo López de Mendoza, ii duque del Infantado (1438-1500) \| \| \| \| \| \| \| \| \| \| \| \| \| \| \| \| \| \| \| \| \| \| \| \| \| \| \| \| \| \| \| \| \| \| \| \| \| \| \| \| \| \| \| \| \| \| \| \| \| \| \| \| \| \| \| \| \| \| \| \| \| \| \| \| \| \| \| \| \| \| \| \| \| \| \| \| \| \| \| \| \| \| \| \| \| \| \| \| \| \| \| \| \| \| \| \| \| \| \| \| \| \| \| \| \| \| \| \| \| \| \| \| \| \| \| \| \| \| \| \| \| \| Diego Hurtado de Mendoza, iii duque del Infantado (1461-1531) \| \| \| \| \| \| \| \| \| \| \| \| \| \| \| \| \| \| \| \| \| \| \| \| \| \| \| \| \| \| \| \| \| \| \| \| \| \| \| \| \| \| \| \| \| \| \| \| \| \| \| \| \| \| \| \| \| \| \| \| \| \| \| \| \| \| \| \| \| \| \| \| \| \| \| \| \| \| \| \| \| \| \| \| \| \| \| \| \| \| \| \| \| \| \| \| \| \| \| \| \| \| \| \| \| \| \| \| \| \| \| \| \| \| \| \| \| \| \| \| \| \| Íñigo López de Mendoza, iv duque del Infantado (1493-1566) \| \| \| \| \| \| \| \| \| \| \| \| \| \| \| \| \| \| \| \| \| \| \| \| \| \| \| \| \| \| \| \| \| \| \| \| \| \| \| \| \| \| \| \| \| \| \| \| \| \| \| \| \| \| \| \| \| \| \| \| \| \| \| \| \| \| \| \| \| \| \| \| \| \| \| \| \| \| \| \| \| \| \| \| \| \| \| \| \| \| \| \| \| \| \| \| \| \| \| \| \| \| \| \| \| \| \| \| \| \| \| \| \| \| \| \| \| \| \| \| \| \| Diego Hurtado de Mendoza, iv conde de Saldaña (1520-1556) \| \| \| \| \| \| \| \| \| \| \| \| \| \| \| \| \| \| \| \| \| \| \| \| \| \| \| \| \| \| \| \| \| \| \| \| \| \| \| \| \| \| \| \| \| \| \| \| \| \| \| \| \| \| \| \| \| \| \| \| \| \| \| \| \| \| \| \| \| \| \| \| \| \| \| \| \| \| \| \| \| \| \| \| \| \| \| \| \| \| \| \| \| \| \| \| \| \| \| \| \| \| \| \| \| \| \| \| \| \| \| \| \| \| \| \| \| \| \| \| \| \| \| \| \| \| \| \| \| \| \| \| \| \| \| \| \| \| \| \| \| \| \| \| \| \| \| \| \| \| \| \| \| \| \| \| \| \| \| \| \| \| \| \| \| \| \| \| \| \| \| \| \| \| \| Íñigo López de Mendoza, v duque del Infantado (1536-1601) \| Íñigo López de Mendoza, v duque del Infantado (1536-1601) \| Íñigo López de Mendoza, v duque del Infantado (1536-1601) \| Íñigo López de Mendoza, v duque del Infantado (1536-1601) \| Íñigo López de Mendoza, v duque del Infantado (1536-1601) \| Íñigo López de Mendoza, v duque del Infantado (1536-1601) \| \| \| \| \| \| \| \| \| \| \| Álvaro de Mendoza y Mendoza († 1600) \| Álvaro de Mendoza y Mendoza († 1600) \| Álvaro de Mendoza y Mendoza († 1600) \| Álvaro de Mendoza y Mendoza († 1600) \| Álvaro de Mendoza y Mendoza († 1600) \| Álvaro de Mendoza y Mendoza († 1600) \| \| \| \| \| \| \| \| \| \| \| \| \| \| \| \| \| \| \| \| \| \| \| \| \| \| \| \| \| \| \| \| \| \| \| \| \| \| \| \| Íñigo López de Mendoza, v duque del Infantado (1536-1601) \| Íñigo López de Mendoza, v duque del Infantado (1536-1601) \| Íñigo López de Mendoza, v duque del Infantado (1536-1601) \| Íñigo López de Mendoza, v duque del Infantado (1536-1601) \| Íñigo López de Mendoza, v duque del Infantado (1536-1601) \| Íñigo López de Mendoza, v duque del Infantado (1536-1601) \| \| \| \| \| \| \| \| \| \| \| Álvaro de Mendoza y Mendoza († 1600) \| Álvaro de Mendoza y Mendoza († 1600) \| Álvaro de Mendoza y Mendoza († 1600) \| Álvaro de Mendoza y Mendoza († 1600) \| Álvaro de Mendoza y Mendoza († 1600) \| Álvaro de Mendoza y Mendoza († 1600) \| \| \| \| \| \| \| \| \| \| \| \| \| \| \| \| \| \| \| \| \| \| \| \| \| \| \| \| \| \| \| \| \| \| \| \| \| \| \| \| Ana de Mendoza, vi duquesa del Infantado (1554-1633) \| Ana de Mendoza, vi duquesa del Infantado (1554-1633) \| Ana de Mendoza, vi duquesa del Infantado (1554-1633) \| Ana de Mendoza, vi duquesa del Infantado (1554-1633) \| Ana de Mendoza, vi duquesa del Infantado (1554-1633) \| Ana de Mendoza, vi duquesa del Infantado (1554-1633) \| \| \| Rodrigo de Mendoza, duque del Infantado († 1587) \| Rodrigo de Mendoza, duque del Infantado († 1587) \| Rodrigo de Mendoza, duque del Infantado († 1587) \| Rodrigo de Mendoza, duque del Infantado († 1587) \| Rodrigo de Mendoza, duque del Infantado († 1587) \| Rodrigo de Mendoza, duque del Infantado († 1587) \| \| \| Diego Hurtado de Mendoza, señor de Fresno de Torote \| Diego Hurtado de Mendoza, señor de Fresno de Torote \| Diego Hurtado de Mendoza, señor de Fresno de Torote \| Diego Hurtado de Mendoza, señor de Fresno de Torote \| Diego Hurtado de Mendoza, señor de Fresno de Torote \| Diego Hurtado de Mendoza, señor de Fresno de Torote \| \| \| \| \| \| \| \| \| \| \| \| \| \| \| \| \| \| \| \| \| \| \| \| \| \| \| \| \| \| \| \| \| \| \| \| \| \| \| \| Ana de Mendoza, vi duquesa del Infantado (1554-1633) \| Ana de Mendoza, vi duquesa del Infantado (1554-1633) \| Ana de Mendoza, vi duquesa del Infantado (1554-1633) \| Ana de Mendoza, vi duquesa del Infantado (1554-1633) \| Ana de Mendoza, vi duquesa del Infantado (1554-1633) \| Ana de Mendoza, vi duquesa del Infantado (1554-1633) \| \| \| Rodrigo de Mendoza, duque del Infantado († 1587) \| Rodrigo de Mendoza, duque del Infantado († 1587) \| Rodrigo de Mendoza, duque del Infantado († 1587) \| Rodrigo de Mendoza, duque del Infantado († 1587) \| Rodrigo de Mendoza, duque del Infantado († 1587) \| Rodrigo de Mendoza, duque del Infantado († 1587) \| \| \| Diego Hurtado de Mendoza, señor de Fresno de Torote \| Diego Hurtado de Mendoza, señor de Fresno de Torote \| Diego Hurtado de Mendoza, señor de Fresno de Torote \| Diego Hurtado de Mendoza, señor de Fresno de Torote \| Diego Hurtado de Mendoza, señor de Fresno de Torote \| Diego Hurtado de Mendoza, señor de Fresno de Torote \| \| \| \| \| \| \| \| \| \| \| \| \| \| \| \| \| \| \| \| \| \| \| \| \| \| \| \| \| \| \| \| \| \| \| \| \| \| \| \| \| \| \| \| \| \| \| \| \| \| \| \| \| \| \| \| \| \| \| \| \| \| \| \| \| \| \| \| \| \| \| \| \| \| \| \| \| \| \| \| \| \| \| \| \| \| \| \| \| \| \| \| \| \| \| \| \| \| \| \| \| \| \| \| \| Luisa de Mendoza, x condesa de Saldaña (1582-1619) \| Luisa de Mendoza, x condesa de Saldaña (1582-1619) \| Luisa de Mendoza, x condesa de Saldaña (1582-1619) \| Luisa de Mendoza, x condesa de Saldaña (1582-1619) \| Luisa de Mendoza, x condesa de Saldaña (1582-1619) \| Luisa de Mendoza, x condesa de Saldaña (1582-1619) \| \| \| \| \| \| \| María Magdalena de Mendoza, vii señora de Fresno de Torote (1617-1672) \| María Magdalena de Mendoza, vii señora de Fresno de Torote (1617-1672) \| María Magdalena de Mendoza, vii señora de Fresno de Torote (1617-1672) \| María Magdalena de Mendoza, vii señora de Fresno de Torote (1617-1672) \| María Magdalena de Mendoza, vii señora de Fresno de Torote (1617-1672) \| María Magdalena de Mendoza, vii señora de Fresno de Torote (1617-1672) \| \| \| \| \| \| \| \| \| \| \| \| \| \| \| \| \| \| \| \| \| \| \| \| \| \| \| \| \| \| \| \| \| \| \| \| \| \| \| \| \| \| \| \| Luisa de Mendoza, x condesa de Saldaña (1582-1619) \| Luisa de Mendoza, x condesa de Saldaña (1582-1619) \| Luisa de Mendoza, x condesa de Saldaña (1582-1619) \| Luisa de Mendoza, x condesa de Saldaña (1582-1619) \| Luisa de Mendoza, x condesa de Saldaña (1582-1619) \| Luisa de Mendoza, x condesa de Saldaña (1582-1619) \| \| \| \| \| \| \| María Magdalena de Mendoza, vii señora de Fresno de Torote (1617-1672) \| María Magdalena de Mendoza, vii señora de Fresno de Torote (1617-1672) \| María Magdalena de Mendoza, vii señora de Fresno de Torote (1617-1672) \| María Magdalena de Mendoza, vii señora de Fresno de Torote (1617-1672) \| María Magdalena de Mendoza, vii señora de Fresno de Torote (1617-1672) \| María Magdalena de Mendoza, vii señora de Fresno de Torote (1617-1672) \| \| \| \| \| \| \| \| \| \| \| \| \| \| \| \| \| \| \| \| \| \| \| \| \| \| \| \| \| \| \| \| \| \| \| \| \| \| \| \| \| \| \| \| \| \| \| \| \| \| \| \| \| \| \| \| \| \| \| \| \| \| \| \| \| \| \| \| \| \| \| \| \| \| \| \| \| \| \| \| \| \| \| \| \| \| \| \| \| \| \| \| \| \| \| \| \| \| \| \| \| Rodrigo Díaz de Vivar, vii duque del Infantado (1614-1657) \| Rodrigo Díaz de Vivar, vii duque del Infantado (1614-1657) \| Rodrigo Díaz de Vivar, vii duque del Infantado (1614-1657) \| Rodrigo Díaz de Vivar, vii duque del Infantado (1614-1657) \| Rodrigo Díaz de Vivar, vii duque del Infantado (1614-1657) \| Rodrigo Díaz de Vivar, vii duque del Infantado (1614-1657) \| \| \| Catalina de Mendoza, viii duquesa del Infantado (1616–1686) \| Catalina de Mendoza, viii duquesa del Infantado (1616–1686) \| Catalina de Mendoza, viii duquesa del Infantado (1616–1686) \| Catalina de Mendoza, viii duquesa del Infantado (1616–1686) \| Catalina de Mendoza, viii duquesa del Infantado (1616–1686) \| Catalina de Mendoza, viii duquesa del Infantado (1616–1686) \| \| \| Tomás Isidro de Chiriboga, i marqués de Valmediano († 1723) \| Tomás Isidro de Chiriboga, i marqués de Valmediano († 1723) \| Tomás Isidro de Chiriboga, i marqués de Valmediano († 1723) \| Tomás Isidro de Chiriboga, i marqués de Valmediano († 1723) \| Tomás Isidro de Chiriboga, i marqués de Valmediano († 1723) \| Tomás Isidro de Chiriboga, i marqués de Valmediano († 1723) \| \| \| Isabel de Chiriboga, señora de la Casa de Lazcano (1651-1688) \| Isabel de Chiriboga, señora de la Casa de Lazcano (1651-1688) \| Isabel de Chiriboga, señora de la Casa de Lazcano (1651-1688) \| Isabel de Chiriboga, señora de la Casa de Lazcano (1651-1688) \| Isabel de Chiriboga, señora de la Casa de Lazcano (1651-1688) \| Isabel de Chiriboga, señora de la Casa de Lazcano (1651-1688) \| \| \| \| \| \| \| \| \| \| \| \| \| \| \| \| \| \| \| \| \| \| \| \| \| \| \| \| \| \| \| \| Rodrigo Díaz de Vivar, vii duque del Infantado (1614-1657) \| Rodrigo Díaz de Vivar, vii duque del Infantado (1614-1657) \| Rodrigo Díaz de Vivar, vii duque del Infantado (1614-1657) \| Rodrigo Díaz de Vivar, vii duque del Infantado (1614-1657) \| Rodrigo Díaz de Vivar, vii duque del Infantado (1614-1657) \| Rodrigo Díaz de Vivar, vii duque del Infantado (1614-1657) \| \| \| Catalina de Mendoza, viii duquesa del Infantado (1616–1686) \| Catalina de Mendoza, viii duquesa del Infantado (1616–1686) \| Catalina de Mendoza, viii duquesa del Infantado (1616–1686) \| Catalina de Mendoza, viii duquesa del Infantado (1616–1686) \| Catalina de Mendoza, viii duquesa del Infantado (1616–1686) \| Catalina de Mendoza, viii duquesa del Infantado (1616–1686) \| \| \| Tomás Isidro de Chiriboga, i marqués de Valmediano († 1723) \| Tomás Isidro de Chiriboga, i marqués de Valmediano († 1723) \| Tomás Isidro de Chiriboga, i marqués de Valmediano († 1723) \| Tomás Isidro de Chiriboga, i marqués de Valmediano († 1723) \| Tomás Isidro de Chiriboga, i marqués de Valmediano († 1723) \| Tomás Isidro de Chiriboga, i marqués de Valmediano († 1723) \| \| \| Isabel de Chiriboga, señora de la Casa de Lazcano (1651-1688) \| Isabel de Chiriboga, señora de la Casa de Lazcano (1651-1688) \| Isabel de Chiriboga, señora de la Casa de Lazcano (1651-1688) \| Isabel de Chiriboga, señora de la Casa de Lazcano (1651-1688) \| Isabel de Chiriboga, señora de la Casa de Lazcano (1651-1688) \| Isabel de Chiriboga, señora de la Casa de Lazcano (1651-1688) \| \| \| \| \| \| \| \| \| \| \| \| \| \| \| \| \| \| \| \| \| \| \| \| \| \| \| \| \| \| \| \| \| \| \| \| \| \| \| \| Gregorio de Silva y Mendoza, ix duque del Infantado (1649–1693) \| Gregorio de Silva y Mendoza, ix duque del Infantado (1649–1693) \| Gregorio de Silva y Mendoza, ix duque del Infantado (1649–1693) \| Gregorio de Silva y Mendoza, ix duque del Infantado (1649–1693) \| Gregorio de Silva y Mendoza, ix duque del Infantado (1649–1693) \| Gregorio de Silva y Mendoza, ix duque del Infantado (1649–1693) \| \| \| \| \| \| \| \| \| \| \| Juan Raimundo de Arteaga, ii marqués de Valmediano (1677-1761) \| Juan Raimundo de Arteaga, ii marqués de Valmediano (1677-1761) \| Juan Raimundo de Arteaga, ii marqués de Valmediano (1677-1761) \| Juan Raimundo de Arteaga, ii marqués de Valmediano (1677-1761) \| Juan Raimundo de Arteaga, ii marqués de Valmediano (1677-1761) \| Juan Raimundo de Arteaga, ii marqués de Valmediano (1677-1761) \| \| \| \| \| \| \| \| \| \| \| \| \| \| \| \| \| \| \| \| \| \| \| \| \| \| \| \| \| \| \| \| \| \| \| \| \| \| \| \| Gregorio de Silva y Mendoza, ix duque del Infantado (1649–1693) \| Gregorio de Silva y Mendoza, ix duque del Infantado (1649–1693) \| Gregorio de Silva y Mendoza, ix duque del Infantado (1649–1693) \| Gregorio de Silva y Mendoza, ix duque del Infantado (1649–1693) \| Gregorio de Silva y Mendoza, ix duque del Infantado (1649–1693) \| Gregorio de Silva y Mendoza, ix duque del Infantado (1649–1693) \| \| \| \| \| \| \| \| \| \| \| Juan Raimundo de Arteaga, ii marqués de Valmediano (1677-1761) \| Juan Raimundo de Arteaga, ii marqués de Valmediano (1677-1761) \| Juan Raimundo de Arteaga, ii marqués de Valmediano (1677-1761) \| Juan Raimundo de Arteaga, ii marqués de Valmediano (1677-1761) \| Juan Raimundo de Arteaga, ii marqués de Valmediano (1677-1761) \| Juan Raimundo de Arteaga, ii marqués de Valmediano (1677-1761) \| \| \| \| \| \| \| \| \| \| \| \| \| \| \| \| \| \| \| \| \| \| \| \| \| \| \| \| \| \| \| \| \| \| \| \| \| \| \| \| Juan de Dios de Silva y Mendoza, x duque del Infantado (1672–1737) \| Juan de Dios de Silva y Mendoza, x duque del Infantado (1672–1737) \| Juan de Dios de Silva y Mendoza, x duque del Infantado (1672–1737) \| Juan de Dios de Silva y Mendoza, x duque del Infantado (1672–1737) \| Juan de Dios de Silva y Mendoza, x duque del Infantado (1672–1737) \| Juan de Dios de Silva y Mendoza, x duque del Infantado (1672–1737) \| \| \| \| \| \| \| \| \| \| \| Joaquín José de Arteaga, iii marqués de Valmediano († 1784) \| Joaquín José de Arteaga, iii marqués de Valmediano († 1784) \| Joaquín José de Arteaga, iii marqués de Valmediano († 1784) \| Joaquín José de Arteaga, iii marqués de Valmediano († 1784) \| Joaquín José de Arteaga, iii marqués de Valmediano († 1784) \| Joaquín José de Arteaga, iii marqués de Valmediano († 1784) \| \| \| \| \| \| \| \| \| \| \| \| \| \| \| \| \| \| \| \| \| \| \| \| \| \| \| \| \| \| \| \| \| \| \| \| \| \| \| \| Juan de Dios de Silva y Mendoza, x duque del Infantado (1672–1737) \| Juan de Dios de Silva y Mendoza, x duque del Infantado (1672–1737) \| Juan de Dios de Silva y Mendoza, x duque del Infantado (1672–1737) \| Juan de Dios de Silva y Mendoza, x duque del Infantado (1672–1737) \| Juan de Dios de Silva y Mendoza, x duque del Infantado (1672–1737) \| Juan de Dios de Silva y Mendoza, x duque del Infantado (1672–1737) \| \| \| \| \| \| \| \| \| \| \| Joaquín José de Arteaga, iii marqués de Valmediano († 1784) \| Joaquín José de Arteaga, iii marqués de Valmediano († 1784) \| Joaquín José de Arteaga, iii marqués de Valmediano († 1784) \| Joaquín José de Arteaga, iii marqués de Valmediano († 1784) \| Joaquín José de Arteaga, iii marqués de Valmediano († 1784) \| Joaquín José de Arteaga, iii marqués de Valmediano († 1784) \| \| \| \| \| \| \| \| \| \| \| \| \| \| \| \| \| \| \| \| \| \| \| \| \| \| \| \| \| \| \| \| \| \| \| \| \| \| \| \| María Francisca de Silva Hurtado de Mendoza, xi duquesa del Infantado (1707–1770) \| María Francisca de Silva Hurtado de Mendoza, xi duquesa del Infantado (1707–1770) \| María Francisca de Silva Hurtado de Mendoza, xi duquesa del Infantado (1707–1770) \| María Francisca de Silva Hurtado de Mendoza, xi duquesa del Infantado (1707–1770) \| María Francisca de Silva Hurtado de Mendoza, xi duquesa del Infantado (1707–1770) \| María Francisca de Silva Hurtado de Mendoza, xi duquesa del Infantado (1707–1770) \| \| \| \| \| \| \| \| \| \| \| Ignacio Ciro de Arteaga, iv marqués de Valmediano († 1817) \| Ignacio Ciro de Arteaga, iv marqués de Valmediano († 1817) \| Ignacio Ciro de Arteaga, iv marqués de Valmediano († 1817) \| Ignacio Ciro de Arteaga, iv marqués de Valmediano († 1817) \| Ignacio Ciro de Arteaga, iv marqués de Valmediano († 1817) \| Ignacio Ciro de Arteaga, iv marqués de Valmediano († 1817) \| \| \| \| \| \| \| \| \| \| \| \| \| \| \| \| \| \| \| \| \| \| \| \| \| \| \| \| \| \| \| \| \| \| \| \| \| \| \| \| María Francisca de Silva Hurtado de Mendoza, xi duquesa del Infantado (1707–1770) \| María Francisca de Silva Hurtado de Mendoza, xi duquesa del Infantado (1707–1770) \| María Francisca de Silva Hurtado de Mendoza, xi duquesa del Infantado (1707–1770) \| María Francisca de Silva Hurtado de Mendoza, xi duquesa del Infantado (1707–1770) \| María Francisca de Silva Hurtado de Mendoza, xi duquesa del Infantado (1707–1770) \| María Francisca de Silva Hurtado de Mendoza, xi duquesa del Infantado (1707–1770) \| \| \| \| \| \| \| \| \| \| \| Ignacio Ciro de Arteaga, iv marqués de Valmediano († 1817) \| Ignacio Ciro de Arteaga, iv marqués de Valmediano († 1817) \| Ignacio Ciro de Arteaga, iv marqués de Valmediano († 1817) \| Ignacio Ciro de Arteaga, iv marqués de Valmediano († 1817) \| Ignacio Ciro de Arteaga, iv marqués de Valmediano († 1817) \| Ignacio Ciro de Arteaga, iv marqués de Valmediano († 1817) \| \| \| \| \| \| \| \| \| \| \| \| \| \| \| \| \| \| \| \| \| \| \| \| \| \| \| \| \| \| \| \| \| \| \| \| \| \| \| \| Pedro de Alcántara de Toledo, xii duque del Infantado (1729–1790) \| Pedro de Alcántara de Toledo, xii duque del Infantado (1729–1790) \| Pedro de Alcántara de Toledo, xii duque del Infantado (1729–1790) \| Pedro de Alcántara de Toledo, xii duque del Infantado (1729–1790) \| Pedro de Alcántara de Toledo, xii duque del Infantado (1729–1790) \| Pedro de Alcántara de Toledo, xii duque del Infantado (1729–1790) \| \| \| \| \| \| \| \| \| \| \| Andrés Avelino de Arteaga, v marqués de Valmediano (1780-1864) \| Andrés Avelino de Arteaga, v marqués de Valmediano (1780-1864) \| Andrés Avelino de Arteaga, v marqués de Valmediano (1780-1864) \| Andrés Avelino de Arteaga, v marqués de Valmediano (1780-1864) \| Andrés Avelino de Arteaga, v marqués de Valmediano (1780-1864) \| Andrés Avelino de Arteaga, v marqués de Valmediano (1780-1864) \| \| \| \| \| \| \| \| \| \| \| \| \| \| \| \| \| \| \| \| \| \| \| \| \| \| \| \| \| \| \| \| \| \| \| \| \| \| \| \| Pedro de Alcántara de Toledo, xii duque del Infantado (1729–1790) \| Pedro de Alcántara de Toledo, xii duque del Infantado (1729–1790) \| Pedro de Alcántara de Toledo, xii duque del Infantado (1729–1790) \| Pedro de Alcántara de Toledo, xii duque del Infantado (1729–1790) \| Pedro de Alcántara de Toledo, xii duque del Infantado (1729–1790) \| Pedro de Alcántara de Toledo, xii duque del Infantado (1729–1790) \| \| \| \| \| \| \| \| \| \| \| Andrés Avelino de Arteaga, v marqués de Valmediano (1780-1864) \| Andrés Avelino de Arteaga, v marqués de Valmediano (1780-1864) \| Andrés Avelino de Arteaga, v marqués de Valmediano (1780-1864) \| Andrés Avelino de Arteaga, v marqués de Valmediano (1780-1864) \| Andrés Avelino de Arteaga, v marqués de Valmediano (1780-1864) \| Andrés Avelino de Arteaga, v marqués de Valmediano (1780-1864) \| \| \| \| \| \| \| \| \| \| \| \| \| \| \| \| \| \| \| \| \| \| \| \| \| \| \| \| \| \| \| \| \| \| \| \| \| \| \| \| \| \| \| \| \| \| \| \| \| \| \| \| \| \| \| \| \| \| \| \| \| \| \| \| \| \| \| \| \| \| \| \| \| \| \| \| \| \| \| \| \| \| \| \| \| \| \| \| \| \| \| \| \| Leopoldina de Toledo, duquesa de Beaufort Spontin (1760–1792) \| Leopoldina de Toledo, duquesa de Beaufort Spontin (1760–1792) \| Leopoldina de Toledo, duquesa de Beaufort Spontin (1760–1792) \| Leopoldina de Toledo, duquesa de Beaufort Spontin (1760–1792) \| Leopoldina de Toledo, duquesa de Beaufort Spontin (1760–1792) \| Leopoldina de Toledo, duquesa de Beaufort Spontin (1760–1792) \| \| \| Pedro de Alcántara de Toledo, xiii duque del Infantado (1768–1841) \| Pedro de Alcántara de Toledo, xiii duque del Infantado (1768–1841) \| Pedro de Alcántara de Toledo, xiii duque del Infantado (1768–1841) \| Pedro de Alcántara de Toledo, xiii duque del Infantado (1768–1841) \| Pedro de Alcántara de Toledo, xiii duque del Infantado (1768–1841) \| Pedro de Alcántara de Toledo, xiii duque del Infantado (1768–1841) \| \| \| \| \| \| \| \| \| \| \| Andrés Avelino de Arteaga, conde de Corres (1807-1850) \| Andrés Avelino de Arteaga, conde de Corres (1807-1850) \| Andrés Avelino de Arteaga, conde de Corres (1807-1850) \| Andrés Avelino de Arteaga, conde de Corres (1807-1850) \| Andrés Avelino de Arteaga, conde de Corres (1807-1850) \| Andrés Avelino de Arteaga, conde de Corres (1807-1850) \| \| \| \| \| \| \| \| \| \| \| \| \| \| \| \| \| \| \| \| \| \| \| \| \| \| \| \| \| \| \| \| Leopoldina de Toledo, duquesa de Beaufort Spontin (1760–1792) \| Leopoldina de Toledo, duquesa de Beaufort Spontin (1760–1792) \| Leopoldina de Toledo, duquesa de Beaufort Spontin (1760–1792) \| Leopoldina de Toledo, duquesa de Beaufort Spontin (1760–1792) \| Leopoldina de Toledo, duquesa de Beaufort Spontin (1760–1792) \| Leopoldina de Toledo, duquesa de Beaufort Spontin (1760–1792) \| \| \| Pedro de Alcántara de Toledo, xiii duque del Infantado (1768–1841) \| Pedro de Alcántara de Toledo, xiii duque del Infantado (1768–1841) \| Pedro de Alcántara de Toledo, xiii duque del Infantado (1768–1841) \| Pedro de Alcántara de Toledo, xiii duque del Infantado (1768–1841) \| Pedro de Alcántara de Toledo, xiii duque del Infantado (1768–1841) \| Pedro de Alcántara de Toledo, xiii duque del Infantado (1768–1841) \| \| \| \| \| \| \| \| \| \| \| Andrés Avelino de Arteaga, conde de Corres (1807-1850) \| Andrés Avelino de Arteaga, conde de Corres (1807-1850) \| Andrés Avelino de Arteaga, conde de Corres (1807-1850) \| Andrés Avelino de Arteaga, conde de Corres (1807-1850) \| Andrés Avelino de Arteaga, conde de Corres (1807-1850) \| Andrés Avelino de Arteaga, conde de Corres (1807-1850) \| \| \| \| \| \| \| \| \| \| \| \| \| \| \| \| \| \| \| \| \| \| \| \| \| \| \| \| \| \| \| \| María Francisca de Beaufort Spontin, duquesa de Osuna (1785–1830) \| María Francisca de Beaufort Spontin, duquesa de Osuna (1785–1830) \| María Francisca de Beaufort Spontin, duquesa de Osuna (1785–1830) \| María Francisca de Beaufort Spontin, duquesa de Osuna (1785–1830) \| María Francisca de Beaufort Spontin, duquesa de Osuna (1785–1830) \| María Francisca de Beaufort Spontin, duquesa de Osuna (1785–1830) \| \| \| Manuel de Toledo, xii duque de Pastrana (1805–1886) \| Manuel de Toledo, xii duque de Pastrana (1805–1886) \| Manuel de Toledo, xii duque de Pastrana (1805–1886) \| Manuel de Toledo, xii duque de Pastrana (1805–1886) \| Manuel de Toledo, xii duque de Pastrana (1805–1886) \| Manuel de Toledo, xii duque de Pastrana (1805–1886) \| \| \| \| \| \| \| \| \| \| \| Andrés Avelino de Arteaga, xvi duque del Infantado (1833-1910) \| Andrés Avelino de Arteaga, xvi duque del Infantado (1833-1910) \| Andrés Avelino de Arteaga, xvi duque del Infantado (1833-1910) \| Andrés Avelino de Arteaga, xvi duque del Infantado (1833-1910) \| Andrés Avelino de Arteaga, xvi duque del Infantado (1833-1910) \| Andrés Avelino de Arteaga, xvi duque del Infantado (1833-1910) \| \| \| \| \| \| \| \| \| \| \| \| \| \| \| \| \| \| \| \| \| \| \| \| \| \| \| \| \| \| \| \| María Francisca de Beaufort Spontin, duquesa de Osuna (1785–1830) \| María Francisca de Beaufort Spontin, duquesa de Osuna (1785–1830) \| María Francisca de Beaufort Spontin, duquesa de Osuna (1785–1830) \| María Francisca de Beaufort Spontin, duquesa de Osuna (1785–1830) \| María Francisca de Beaufort Spontin, duquesa de Osuna (1785–1830) \| María Francisca de Beaufort Spontin, duquesa de Osuna (1785–1830) \| \| \| Manuel de Toledo, xii duque de Pastrana (1805–1886) \| Manuel de Toledo, xii duque de Pastrana (1805–1886) \| Manuel de Toledo, xii duque de Pastrana (1805–1886) \| Manuel de Toledo, xii duque de Pastrana (1805–1886) \| Manuel de Toledo, xii duque de Pastrana (1805–1886) \| Manuel de Toledo, xii duque de Pastrana (1805–1886) \| \| \| \| \| \| \| \| \| \| \| Andrés Avelino de Arteaga, xvi duque del Infantado (1833-1910) \| Andrés Avelino de Arteaga, xvi duque del Infantado (1833-1910) \| Andrés Avelino de Arteaga, xvi duque del Infantado (1833-1910) \| Andrés Avelino de Arteaga, xvi duque del Infantado (1833-1910) \| Andrés Avelino de Arteaga, xvi duque del Infantado (1833-1910) \| Andrés Avelino de Arteaga, xvi duque del Infantado (1833-1910) \| \| \| \| \| \| \| \| \| \| \| \| \| \| \| \| \| \| \| \| \| \| \| \| \| \| \| \| \| \| \| \| \| \| \| \| \| \| \| \| \| \| \| \| \| \| \| \| \| \| \| \| \| \| \| \| \| \| \| \| \| \| \| \| \| \| \| \| \| \| \| \| \| \| \| \| \| \| \| \| \| \| \| \| \| Pedro de Alcántara Téllez-Girón, xi duque de Osuna, xiv duque del Infantado (1810–1844) \| Pedro de Alcántara Téllez-Girón, xi duque de Osuna, xiv duque del Infantado (1810–1844) \| Pedro de Alcántara Téllez-Girón, xi duque de Osuna, xiv duque del Infantado (1810–1844) \| Pedro de Alcántara Téllez-Girón, xi duque de Osuna, xiv duque del Infantado (1810–1844) \| Pedro de Alcántara Téllez-Girón, xi duque de Osuna, xiv duque del Infantado (1810–1844) \| Pedro de Alcántara Téllez-Girón, xi duque de Osuna, xiv duque del Infantado (1810–1844) \| \| \| Mariano Téllez-Girón, xii duque de Osuna, xv duque del Infantado (1814–1882) \| Mariano Téllez-Girón, xii duque de Osuna, xv duque del Infantado (1814–1882) \| Mariano Téllez-Girón, xii duque de Osuna, xv duque del Infantado (1814–1882) \| Mariano Téllez-Girón, xii duque de Osuna, xv duque del Infantado (1814–1882) \| Mariano Téllez-Girón, xii duque de Osuna, xv duque del Infantado (1814–1882) \| Mariano Téllez-Girón, xii duque de Osuna, xv duque del Infantado (1814–1882) \| \| \| \| \| \| \| \| \| \| \| \| \| \| \| \| \| \| \| Joaquín de Arteaga, xvii duque del Infantado (1870-1947) \| Joaquín de Arteaga, xvii duque del Infantado (1870-1947) \| Joaquín de Arteaga, xvii duque del Infantado (1870-1947) \| Joaquín de Arteaga, xvii duque del Infantado (1870-1947) \| Joaquín de Arteaga, xvii duque del Infantado (1870-1947) \| Joaquín de Arteaga, xvii duque del Infantado (1870-1947) \| \| \| \| \| \| \| \| \| \| \| \| \| \| \| \| \| \| \| \| \| \| \| \| Pedro de Alcántara Téllez-Girón, xi duque de Osuna, xiv duque del Infantado (1810–1844) \| Pedro de Alcántara Téllez-Girón, xi duque de Osuna, xiv duque del Infantado (1810–1844) \| Pedro de Alcántara Téllez-Girón, xi duque de Osuna, xiv duque del Infantado (1810–1844) \| Pedro de Alcántara Téllez-Girón, xi duque de Osuna, xiv duque del Infantado (1810–1844) \| Pedro de Alcántara Téllez-Girón, xi duque de Osuna, xiv duque del Infantado (1810–1844) \| Pedro de Alcántara Téllez-Girón, xi duque de Osuna, xiv duque del Infantado (1810–1844) \| \| \| Mariano Téllez-Girón, xii duque de Osuna, xv duque del Infantado (1814–1882) \| Mariano Téllez-Girón, xii duque de Osuna, xv duque del Infantado (1814–1882) \| Mariano Téllez-Girón, xii duque de Osuna, xv duque del Infantado (1814–1882) \| Mariano Téllez-Girón, xii duque de Osuna, xv duque del Infantado (1814–1882) \| Mariano Téllez-Girón, xii duque de Osuna, xv duque del Infantado (1814–1882) \| Mariano Téllez-Girón, xii duque de Osuna, xv duque del Infantado (1814–1882) \| \| \| \| \| \| \| \| \| \| \| \| \| \| \| \| \| \| \| Joaquín de Arteaga, xvii duque del Infantado (1870-1947) \| Joaquín de Arteaga, xvii duque del Infantado (1870-1947) \| Joaquín de Arteaga, xvii duque del Infantado (1870-1947) \| Joaquín de Arteaga, xvii duque del Infantado (1870-1947) \| Joaquín de Arteaga, xvii duque del Infantado (1870-1947) \| Joaquín de Arteaga, xvii duque del Infantado (1870-1947) \| \| \| \| \| \| \| \| \| \| \| \| \| \| \| \| \| \| \| \| \| \| \| \| \| \| \| \| \| \| \| \| \| \| \| \| \| \| \| \| \| \| \| \| \| \| \| \| \| \| \| \| \| \| \| \| Íñigo de Arteaga, xviii duque del Infantado (1905-1997) \| \| \| \| \| \| \| \| \| \| \| \| \| \| \| \| \| \| \| \| \| \| \| \| \| \| \| \| \| \| \| \| \| \| \| \| \| \| \| \| \| \| \| \| \| \| \| \| \| \| \| \| \| \| \| \| \| \| \| \| \| \| \| \| \| \| \| \| \| \| \| \| \| \| \| \| \| \| \| \| \| \| \| \| \| \| \| \| \| \| \| \| \| \| \| \| \| \| \| \| \| \| \| \| \| \| \| \| \| \| \| \| \| \| \| \| \| \| \| \| \| \| Íñigo de Arteaga, xix duque del Infantado (1941-2018) \| \| \| \| \| \| \| \| \| \| \| \| \| \| \| \| \| \| \| \| \| \| \| \| \| \| \| \| \| \| \| \| \| \| \| \| \| \| \| \| \| \| \| \| \| \| \| \| \| \| \| \| \| \| \| \| \| \| \| \| \| \| \| \| \| \| \| \| \| \| \| \| \| \| \| \| \| \| \| \| \| \| \| \| \| \| \| \| \| \| \| \| \| \| \| \| \| \| \| \| \| \| \| \| \| \| \| \| \| \| \| \| \| \| \| \| \| \| \| \| \| \| Almudena de Arteaga, xx duquesa del Infantado (n. 1967) \| \| \| \| \| \| \| \| \| \| \| \| \| \| \| \| \| \| \| \| \| \| \| \| \| \| \| \| |                                                                                         |                                                                                         |                                                                                         |                                                                                         |                                                                                         |  |  |                                                                              |                                                                              |                                                                              |                                                                              |                                                                              |                                                                              |                                                    |                                                    |                                                                                   |                                                                                   |                                                                                   |                                                                                   |                                                                                   |                                                                                   |  |  |                                                                        |                                                                        |                                                                        |                                                                        |                                                                        |                                                                        |  |  |                                                                |                                                                |                                                                |                                                                |                                                                |                                                                |  |  |  |  |  |  |  |  |  |  |  |  |  |  |  |  |  |  |  |  |  |  |
| |                                                                                         |                                                                                         |                                                                                         |                                                                                         |                                                                                         |  |  |                                                                              |                                                                              |                                                                              |                                                                              |                                                                              |                                                                              |                                                    |                                                    | Diego Hurtado de Mendoza, i duque del Infantado (1417-1479)                       |                                                                                   |                                                                                   |                                                                                   |                                                                                   |                                                                                   |  |  |                                                                        |                                                                        |                                                                        |                                                                        |                                                                        |                                                                        |  |  |                                                                |                                                                |                                                                |                                                                |                                                                |                                                                |  |  |  |  |  |  |  |  |  |  |  |  |  |  |  |  |  |  |  |  |  |  |
| |                                                                                         |                                                                                         |                                                                                         |                                                                                         |                                                                                         |  |  |                                                                              |                                                                              |                                                                              |                                                                              |                                                                              |                                                                              |                                                    |                                                    |                                                                                   |                                                                                   |                                                                                   |                                                                                   |                                                                                   |                                                                                   |  |  |                                                                        |                                                                        |                                                                        |                                                                        |                                                                        |                                                                        |  |  |                                                                |                                                                |                                                                |                                                                |                                                                |                                                                |  |  |  |  |  |  |  |  |  |  |  |  |  |  |  |  |  |  |  |  |  |  |
| |                                                                                         |                                                                                         |                                                                                         |                                                                                         |                                                                                         |  |  |                                                                              |                                                                              |                                                                              |                                                                              |                                                                              |                                                                              |                                                    |                                                    | Íñigo López de Mendoza, ii duque del Infantado (1438-1500)                        |                                                                                   |                                                                                   |                                                                                   |                                                                                   |                                                                                   |  |  |                                                                        |                                                                        |                                                                        |                                                                        |                                                                        |                                                                        |  |  |                                                                |                                                                |                                                                |                                                                |                                                                |                                                                |  |  |  |  |  |  |  |  |  |  |  |  |  |  |  |  |  |  |  |  |  |  |
| |                                                                                         |                                                                                         |                                                                                         |                                                                                         |                                                                                         |  |  |                                                                              |                                                                              |                                                                              |                                                                              |                                                                              |                                                                              |                                                    |                                                    |                                                                                   |                                                                                   |                                                                                   |                                                                                   |                                                                                   |                                                                                   |  |  |                                                                        |                                                                        |                                                                        |                                                                        |                                                                        |                                                                        |  |  |                                                                |                                                                |                                                                |                                                                |                                                                |                                                                |  |  |  |  |  |  |  |  |  |  |  |  |  |  |  |  |  |  |  |  |  |  |
| |                                                                                         |                                                                                         |                                                                                         |                                                                                         |                                                                                         |  |  |                                                                              |                                                                              |                                                                              |                                                                              |                                                                              |                                                                              |                                                    |                                                    | Diego Hurtado de Mendoza, iii duque del Infantado (1461-1531)                     |                                                                                   |                                                                                   |                                                                                   |                                                                                   |                                                                                   |  |  |                                                                        |                                                                        |                                                                        |                                                                        |                                                                        |                                                                        |  |  |                                                                |                                                                |                                                                |                                                                |                                                                |                                                                |  |  |  |  |  |  |  |  |  |  |  |  |  |  |  |  |  |  |  |  |  |  |
| |                                                                                         |                                                                                         |                                                                                         |                                                                                         |                                                                                         |  |  |                                                                              |                                                                              |                                                                              |                                                                              |                                                                              |                                                                              |                                                    |                                                    |                                                                                   |                                                                                   |                                                                                   |                                                                                   |                                                                                   |                                                                                   |  |  |                                                                        |                                                                        |                                                                        |                                                                        |                                                                        |                                                                        |  |  |                                                                |                                                                |                                                                |                                                                |                                                                |                                                                |  |  |  |  |  |  |  |  |  |  |  |  |  |  |  |  |  |  |  |  |  |  |
| |                                                                                         |                                                                                         |                                                                                         |                                                                                         |                                                                                         |  |  |                                                                              |                                                                              |                                                                              |                                                                              |                                                                              |                                                                              |                                                    |                                                    | Íñigo López de Mendoza, iv duque del Infantado (1493-1566)                        |                                                                                   |                                                                                   |                                                                                   |                                                                                   |                                                                                   |  |  |                                                                        |                                                                        |                                                                        |                                                                        |                                                                        |                                                                        |  |  |                                                                |                                                                |                                                                |                                                                |                                                                |                                                                |  |  |  |  |  |  |  |  |  |  |  |  |  |  |  |  |  |  |  |  |  |  |
| |                                                                                         |                                                                                         |                                                                                         |                                                                                         |                                                                                         |  |  |                                                                              |                                                                              |                                                                              |                                                                              |                                                                              |                                                                              |                                                    |                                                    |                                                                                   |                                                                                   |                                                                                   |                                                                                   |                                                                                   |                                                                                   |  |  |                                                                        |                                                                        |                                                                        |                                                                        |                                                                        |                                                                        |  |  |                                                                |                                                                |                                                                |                                                                |                                                                |                                                                |  |  |  |  |  |  |  |  |  |  |  |  |  |  |  |  |  |  |  |  |  |  |
| |                                                                                         |                                                                                         |                                                                                         |                                                                                         |                                                                                         |  |  |                                                                              |                                                                              |                                                                              |                                                                              |                                                                              |                                                                              |                                                    |                                                    | Diego Hurtado de Mendoza, iv conde de Saldaña (1520-1556)                         |                                                                                   |                                                                                   |                                                                                   |                                                                                   |                                                                                   |  |  |                                                                        |                                                                        |                                                                        |                                                                        |                                                                        |                                                                        |  |  |                                                                |                                                                |                                                                |                                                                |                                                                |                                                                |  |  |  |  |  |  |  |  |  |  |  |  |  |  |  |  |  |  |  |  |  |  |
| |                                                                                         |                                                                                         |                                                                                         |                                                                                         |                                                                                         |  |  |                                                                              |                                                                              |                                                                              |                                                                              |                                                                              |                                                                              |                                                    |                                                    |                                                                                   |                                                                                   |                                                                                   |                                                                                   |                                                                                   |                                                                                   |  |  |                                                                        |                                                                        |                                                                        |                                                                        |                                                                        |                                                                        |  |  |                                                                |                                                                |                                                                |                                                                |                                                                |                                                                |  |  |  |  |  |  |  |  |  |  |  |  |  |  |  |  |  |  |  |  |  |  |
| |                                                                                         |                                                                                         |                                                                                         |                                                                                         |                                                                                         |  |  |                                                                              |                                                                              |                                                                              |                                                                              |                                                                              |                                                                              |                                                    |                                                    |                                                                                   |                                                                                   |                                                                                   |                                                                                   |                                                                                   |                                                                                   |  |  |                                                                        |                                                                        |                                                                        |                                                                        |                                                                        |                                                                        |  |  |                                                                |                                                                |                                                                |                                                                |                                                                |                                                                |  |  |  |  |  |  |  |  |  |  |  |  |  |  |  |  |  |  |  |  |  |  |
| |                                                                                         |                                                                                         |                                                                                         |                                                                                         |                                                                                         |  |  | Íñigo López de Mendoza, v duque del Infantado (1536-1601)                    | Íñigo López de Mendoza, v duque del Infantado (1536-1601)                    | Íñigo López de Mendoza, v duque del Infantado (1536-1601)                    | Íñigo López de Mendoza, v duque del Infantado (1536-1601)                    | Íñigo López de Mendoza, v duque del Infantado (1536-1601)                    | Íñigo López de Mendoza, v duque del Infantado (1536-1601)                    |                                                    |                                                    |                                                                                   |                                                                                   |                                                                                   |                                                                                   |                                                                                   |                                                                                   |  |  | Álvaro de Mendoza y Mendoza († 1600)                                   | Álvaro de Mendoza y Mendoza († 1600)                                   | Álvaro de Mendoza y Mendoza († 1600)                                   | Álvaro de Mendoza y Mendoza († 1600)                                   | Álvaro de Mendoza y Mendoza († 1600)                                   | Álvaro de Mendoza y Mendoza († 1600)                                   |  |  |                                                                |                                                                |                                                                |                                                                |                                                                |                                                                |  |  |  |  |  |  |  |  |  |  |  |  |  |  |  |  |  |  |  |  |  |  |
| |                                                                                         |                                                                                         |                                                                                         |                                                                                         |                                                                                         |  |  | Íñigo López de Mendoza, v duque del Infantado (1536-1601)                    | Íñigo López de Mendoza, v duque del Infantado (1536-1601)                    | Íñigo López de Mendoza, v duque del Infantado (1536-1601)                    | Íñigo López de Mendoza, v duque del Infantado (1536-1601)                    | Íñigo López de Mendoza, v duque del Infantado (1536-1601)                    | Íñigo López de Mendoza, v duque del Infantado (1536-1601)                    |                                                    |                                                    |                                                                                   |                                                                                   |                                                                                   |                                                                                   |                                                                                   |                                                                                   |  |  | Álvaro de Mendoza y Mendoza († 1600)                                   | Álvaro de Mendoza y Mendoza († 1600)                                   | Álvaro de Mendoza y Mendoza († 1600)                                   | Álvaro de Mendoza y Mendoza († 1600)                                   | Álvaro de Mendoza y Mendoza († 1600)                                   | Álvaro de Mendoza y Mendoza († 1600)                                   |  |  |                                                                |                                                                |                                                                |                                                                |                                                                |                                                                |  |  |  |  |  |  |  |  |  |  |  |  |  |  |  |  |  |  |  |  |  |  |
| |                                                                                         |                                                                                         |                                                                                         |                                                                                         |                                                                                         |  |  | Ana de Mendoza, vi duquesa del Infantado (1554-1633)                         | Ana de Mendoza, vi duquesa del Infantado (1554-1633)                         | Ana de Mendoza, vi duquesa del Infantado (1554-1633)                         | Ana de Mendoza, vi duquesa del Infantado (1554-1633)                         | Ana de Mendoza, vi duquesa del Infantado (1554-1633)                         | Ana de Mendoza, vi duquesa del Infantado (1554-1633)                         |                                                    |                                                    | Rodrigo de Mendoza, duque del Infantado († 1587)                                  | Rodrigo de Mendoza, duque del Infantado († 1587)                                  | Rodrigo de Mendoza, duque del Infantado († 1587)                                  | Rodrigo de Mendoza, duque del Infantado († 1587)                                  | Rodrigo de Mendoza, duque del Infantado († 1587)                                  | Rodrigo de Mendoza, duque del Infantado († 1587)                                  |  |  | Diego Hurtado de Mendoza, señor de Fresno de Torote                    | Diego Hurtado de Mendoza, señor de Fresno de Torote                    | Diego Hurtado de Mendoza, señor de Fresno de Torote                    | Diego Hurtado de Mendoza, señor de Fresno de Torote                    | Diego Hurtado de Mendoza, señor de Fresno de Torote                    | Diego Hurtado de Mendoza, señor de Fresno de Torote                    |  |  |                                                                |                                                                |                                                                |                                                                |                                                                |                                                                |  |  |  |  |  |  |  |  |  |  |  |  |  |  |  |  |  |  |  |  |  |  |
| |                                                                                         |                                                                                         |                                                                                         |                                                                                         |                                                                                         |  |  | Ana de Mendoza, vi duquesa del Infantado (1554-1633)                         | Ana de Mendoza, vi duquesa del Infantado (1554-1633)                         | Ana de Mendoza, vi duquesa del Infantado (1554-1633)                         | Ana de Mendoza, vi duquesa del Infantado (1554-1633)                         | Ana de Mendoza, vi duquesa del Infantado (1554-1633)                         | Ana de Mendoza, vi duquesa del Infantado (1554-1633)                         |                                                    |                                                    | Rodrigo de Mendoza, duque del Infantado († 1587)                                  | Rodrigo de Mendoza, duque del Infantado († 1587)                                  | Rodrigo de Mendoza, duque del Infantado († 1587)                                  | Rodrigo de Mendoza, duque del Infantado († 1587)                                  | Rodrigo de Mendoza, duque del Infantado († 1587)                                  | Rodrigo de Mendoza, duque del Infantado († 1587)                                  |  |  | Diego Hurtado de Mendoza, señor de Fresno de Torote                    | Diego Hurtado de Mendoza, señor de Fresno de Torote                    | Diego Hurtado de Mendoza, señor de Fresno de Torote                    | Diego Hurtado de Mendoza, señor de Fresno de Torote                    | Diego Hurtado de Mendoza, señor de Fresno de Torote                    | Diego Hurtado de Mendoza, señor de Fresno de Torote                    |  |  |                                                                |                                                                |                                                                |                                                                |                                                                |                                                                |  |  |  |  |  |  |  |  |  |  |  |  |  |  |  |  |  |  |  |  |  |  |
| |                                                                                         |                                                                                         |                                                                                         |                                                                                         |                                                                                         |  |  |                                                                              |                                                                              |                                                                              |                                                                              |                                                                              |                                                                              |                                                    |                                                    |                                                                                   |                                                                                   |                                                                                   |                                                                                   |                                                                                   |                                                                                   |  |  |                                                                        |                                                                        |                                                                        |                                                                        |                                                                        |                                                                        |  |  |                                                                |                                                                |                                                                |                                                                |                                                                |                                                                |  |  |  |  |  |  |  |  |  |  |  |  |  |  |  |  |  |  |  |  |  |  |
| |                                                                                         |                                                                                         |                                                                                         |                                                                                         |                                                                                         |  |  |                                                                              |                                                                              |                                                                              |                                                                              | Luisa de Mendoza, x condesa de Saldaña (1582-1619)                           | Luisa de Mendoza, x condesa de Saldaña (1582-1619)                           | Luisa de Mendoza, x condesa de Saldaña (1582-1619) | Luisa de Mendoza, x condesa de Saldaña (1582-1619) | Luisa de Mendoza, x condesa de Saldaña (1582-1619)                                | Luisa de Mendoza, x condesa de Saldaña (1582-1619)                                |                                                                                   |                                                                                   |                                                                                   |                                                                                   |  |  | María Magdalena de Mendoza, vii señora de Fresno de Torote (1617-1672) | María Magdalena de Mendoza, vii señora de Fresno de Torote (1617-1672) | María Magdalena de Mendoza, vii señora de Fresno de Torote (1617-1672) | María Magdalena de Mendoza, vii señora de Fresno de Torote (1617-1672) | María Magdalena de Mendoza, vii señora de Fresno de Torote (1617-1672) | María Magdalena de Mendoza, vii señora de Fresno de Torote (1617-1672) |  |  |                                                                |                                                                |                                                                |                                                                |                                                                |                                                                |  |  |  |  |  |  |  |  |  |  |  |  |  |  |  |  |  |  |  |  |  |  |
| |                                                                                         |                                                                                         |                                                                                         |                                                                                         |                                                                                         |  |  |                                                                              |                                                                              |                                                                              |                                                                              | Luisa de Mendoza, x condesa de Saldaña (1582-1619)                           | Luisa de Mendoza, x condesa de Saldaña (1582-1619)                           | Luisa de Mendoza, x condesa de Saldaña (1582-1619) | Luisa de Mendoza, x condesa de Saldaña (1582-1619) | Luisa de Mendoza, x condesa de Saldaña (1582-1619)                                | Luisa de Mendoza, x condesa de Saldaña (1582-1619)                                |                                                                                   |                                                                                   |                                                                                   |                                                                                   |  |  | María Magdalena de Mendoza, vii señora de Fresno de Torote (1617-1672) | María Magdalena de Mendoza, vii señora de Fresno de Torote (1617-1672) | María Magdalena de Mendoza, vii señora de Fresno de Torote (1617-1672) | María Magdalena de Mendoza, vii señora de Fresno de Torote (1617-1672) | María Magdalena de Mendoza, vii señora de Fresno de Torote (1617-1672) | María Magdalena de Mendoza, vii señora de Fresno de Torote (1617-1672) |  |  |                                                                |                                                                |                                                                |                                                                |                                                                |                                                                |  |  |  |  |  |  |  |  |  |  |  |  |  |  |  |  |  |  |  |  |  |  |
| |                                                                                         |                                                                                         |                                                                                         |                                                                                         |                                                                                         |  |  |                                                                              |                                                                              |                                                                              |                                                                              |                                                                              |                                                                              |                                                    |                                                    |                                                                                   |                                                                                   |                                                                                   |                                                                                   |                                                                                   |                                                                                   |  |  |                                                                        |                                                                        |                                                                        |                                                                        |                                                                        |                                                                        |  |  |                                                                |                                                                |                                                                |                                                                |                                                                |                                                                |  |  |  |  |  |  |  |  |  |  |  |  |  |  |  |  |  |  |  |  |  |  |
| |                                                                                         |                                                                                         |                                                                                         |                                                                                         |                                                                                         |  |  | Rodrigo Díaz de Vivar, vii duque del Infantado (1614-1657)                   | Rodrigo Díaz de Vivar, vii duque del Infantado (1614-1657)                   | Rodrigo Díaz de Vivar, vii duque del Infantado (1614-1657)                   | Rodrigo Díaz de Vivar, vii duque del Infantado (1614-1657)                   | Rodrigo Díaz de Vivar, vii duque del Infantado (1614-1657)                   | Rodrigo Díaz de Vivar, vii duque del Infantado (1614-1657)                   |                                                    |                                                    | Catalina de Mendoza, viii duquesa del Infantado (1616–1686)                       | Catalina de Mendoza, viii duquesa del Infantado (1616–1686)                       | Catalina de Mendoza, viii duquesa del Infantado (1616–1686)                       | Catalina de Mendoza, viii duquesa del Infantado (1616–1686)                       | Catalina de Mendoza, viii duquesa del Infantado (1616–1686)                       | Catalina de Mendoza, viii duquesa del Infantado (1616–1686)                       |  |  | Tomás Isidro de Chiriboga, i marqués de Valmediano († 1723)            | Tomás Isidro de Chiriboga, i marqués de Valmediano († 1723)            | Tomás Isidro de Chiriboga, i marqués de Valmediano († 1723)            | Tomás Isidro de Chiriboga, i marqués de Valmediano († 1723)            | Tomás Isidro de Chiriboga, i marqués de Valmediano († 1723)            | Tomás Isidro de Chiriboga, i marqués de Valmediano († 1723)            |  |  | Isabel de Chiriboga, señora de la Casa de Lazcano (1651-1688)  | Isabel de Chiriboga, señora de la Casa de Lazcano (1651-1688)  | Isabel de Chiriboga, señora de la Casa de Lazcano (1651-1688)  | Isabel de Chiriboga, señora de la Casa de Lazcano (1651-1688)  | Isabel de Chiriboga, señora de la Casa de Lazcano (1651-1688)  | Isabel de Chiriboga, señora de la Casa de Lazcano (1651-1688)  |  |  |  |  |  |  |  |  |  |  |  |  |  |  |  |  |  |  |  |  |  |  |
| |                                                                                         |                                                                                         |                                                                                         |                                                                                         |                                                                                         |  |  | Rodrigo Díaz de Vivar, vii duque del Infantado (1614-1657)                   | Rodrigo Díaz de Vivar, vii duque del Infantado (1614-1657)                   | Rodrigo Díaz de Vivar, vii duque del Infantado (1614-1657)                   | Rodrigo Díaz de Vivar, vii duque del Infantado (1614-1657)                   | Rodrigo Díaz de Vivar, vii duque del Infantado (1614-1657)                   | Rodrigo Díaz de Vivar, vii duque del Infantado (1614-1657)                   |                                                    |                                                    | Catalina de Mendoza, viii duquesa del Infantado (1616–1686)                       | Catalina de Mendoza, viii duquesa del Infantado (1616–1686)                       | Catalina de Mendoza, viii duquesa del Infantado (1616–1686)                       | Catalina de Mendoza, viii duquesa del Infantado (1616–1686)                       | Catalina de Mendoza, viii duquesa del Infantado (1616–1686)                       | Catalina de Mendoza, viii duquesa del Infantado (1616–1686)                       |  |  | Tomás Isidro de Chiriboga, i marqués de Valmediano († 1723)            | Tomás Isidro de Chiriboga, i marqués de Valmediano († 1723)            | Tomás Isidro de Chiriboga, i marqués de Valmediano († 1723)            | Tomás Isidro de Chiriboga, i marqués de Valmediano († 1723)            | Tomás Isidro de Chiriboga, i marqués de Valmediano († 1723)            | Tomás Isidro de Chiriboga, i marqués de Valmediano († 1723)            |  |  | Isabel de Chiriboga, señora de la Casa de Lazcano (1651-1688)  | Isabel de Chiriboga, señora de la Casa de Lazcano (1651-1688)  | Isabel de Chiriboga, señora de la Casa de Lazcano (1651-1688)  | Isabel de Chiriboga, señora de la Casa de Lazcano (1651-1688)  | Isabel de Chiriboga, señora de la Casa de Lazcano (1651-1688)  | Isabel de Chiriboga, señora de la Casa de Lazcano (1651-1688)  |  |  |  |  |  |  |  |  |  |  |  |  |  |  |  |  |  |  |  |  |  |  |
| |                                                                                         |                                                                                         |                                                                                         |                                                                                         |                                                                                         |  |  |                                                                              |                                                                              |                                                                              |                                                                              |                                                                              |                                                                              |                                                    |                                                    | Gregorio de Silva y Mendoza, ix duque del Infantado (1649–1693)                   | Gregorio de Silva y Mendoza, ix duque del Infantado (1649–1693)                   | Gregorio de Silva y Mendoza, ix duque del Infantado (1649–1693)                   | Gregorio de Silva y Mendoza, ix duque del Infantado (1649–1693)                   | Gregorio de Silva y Mendoza, ix duque del Infantado (1649–1693)                   | Gregorio de Silva y Mendoza, ix duque del Infantado (1649–1693)                   |  |  |                                                                        |                                                                        |                                                                        |                                                                        |                                                                        |                                                                        |  |  | Juan Raimundo de Arteaga, ii marqués de Valmediano (1677-1761) | Juan Raimundo de Arteaga, ii marqués de Valmediano (1677-1761) | Juan Raimundo de Arteaga, ii marqués de Valmediano (1677-1761) | Juan Raimundo de Arteaga, ii marqués de Valmediano (1677-1761) | Juan Raimundo de Arteaga, ii marqués de Valmediano (1677-1761) | Juan Raimundo de Arteaga, ii marqués de Valmediano (1677-1761) |  |  |  |  |  |  |  |  |  |  |  |  |  |  |  |  |  |  |  |  |  |  |
| |                                                                                         |                                                                                         |                                                                                         |                                                                                         |                                                                                         |  |  |                                                                              |                                                                              |                                                                              |                                                                              |                                                                              |                                                                              |                                                    |                                                    | Gregorio de Silva y Mendoza, ix duque del Infantado (1649–1693)                   | Gregorio de Silva y Mendoza, ix duque del Infantado (1649–1693)                   | Gregorio de Silva y Mendoza, ix duque del Infantado (1649–1693)                   | Gregorio de Silva y Mendoza, ix duque del Infantado (1649–1693)                   | Gregorio de Silva y Mendoza, ix duque del Infantado (1649–1693)                   | Gregorio de Silva y Mendoza, ix duque del Infantado (1649–1693)                   |  |  |                                                                        |                                                                        |                                                                        |                                                                        |                                                                        |                                                                        |  |  | Juan Raimundo de Arteaga, ii marqués de Valmediano (1677-1761) | Juan Raimundo de Arteaga, ii marqués de Valmediano (1677-1761) | Juan Raimundo de Arteaga, ii marqués de Valmediano (1677-1761) | Juan Raimundo de Arteaga, ii marqués de Valmediano (1677-1761) | Juan Raimundo de Arteaga, ii marqués de Valmediano (1677-1761) | Juan Raimundo de Arteaga, ii marqués de Valmediano (1677-1761) |  |  |  |  |  |  |  |  |  |  |  |  |  |  |  |  |  |  |  |  |  |  |
| |                                                                                         |                                                                                         |                                                                                         |                                                                                         |                                                                                         |  |  |                                                                              |                                                                              |                                                                              |                                                                              |                                                                              |                                                                              |                                                    |                                                    | Juan de Dios de Silva y Mendoza, x duque del Infantado (1672–1737)                | Juan de Dios de Silva y Mendoza, x duque del Infantado (1672–1737)                | Juan de Dios de Silva y Mendoza, x duque del Infantado (1672–1737)                | Juan de Dios de Silva y Mendoza, x duque del Infantado (1672–1737)                | Juan de Dios de Silva y Mendoza, x duque del Infantado (1672–1737)                | Juan de Dios de Silva y Mendoza, x duque del Infantado (1672–1737)                |  |  |                                                                        |                                                                        |                                                                        |                                                                        |                                                                        |                                                                        |  |  | Joaquín José de Arteaga, iii marqués de Valmediano († 1784)    | Joaquín José de Arteaga, iii marqués de Valmediano († 1784)    | Joaquín José de Arteaga, iii marqués de Valmediano († 1784)    | Joaquín José de Arteaga, iii marqués de Valmediano († 1784)    | Joaquín José de Arteaga, iii marqués de Valmediano († 1784)    | Joaquín José de Arteaga, iii marqués de Valmediano († 1784)    |  |  |  |  |  |  |  |  |  |  |  |  |  |  |  |  |  |  |  |  |  |  |
| |                                                                                         |                                                                                         |                                                                                         |                                                                                         |                                                                                         |  |  |                                                                              |                                                                              |                                                                              |                                                                              |                                                                              |                                                                              |                                                    |                                                    | Juan de Dios de Silva y Mendoza, x duque del Infantado (1672–1737)                | Juan de Dios de Silva y Mendoza, x duque del Infantado (1672–1737)                | Juan de Dios de Silva y Mendoza, x duque del Infantado (1672–1737)                | Juan de Dios de Silva y Mendoza, x duque del Infantado (1672–1737)                | Juan de Dios de Silva y Mendoza, x duque del Infantado (1672–1737)                | Juan de Dios de Silva y Mendoza, x duque del Infantado (1672–1737)                |  |  |                                                                        |                                                                        |                                                                        |                                                                        |                                                                        |                                                                        |  |  | Joaquín José de Arteaga, iii marqués de Valmediano († 1784)    | Joaquín José de Arteaga, iii marqués de Valmediano († 1784)    | Joaquín José de Arteaga, iii marqués de Valmediano († 1784)    | Joaquín José de Arteaga, iii marqués de Valmediano († 1784)    | Joaquín José de Arteaga, iii marqués de Valmediano († 1784)    | Joaquín José de Arteaga, iii marqués de Valmediano († 1784)    |  |  |  |  |  |  |  |  |  |  |  |  |  |  |  |  |  |  |  |  |  |  |
| |                                                                                         |                                                                                         |                                                                                         |                                                                                         |                                                                                         |  |  |                                                                              |                                                                              |                                                                              |                                                                              |                                                                              |                                                                              |                                                    |                                                    | María Francisca de Silva Hurtado de Mendoza, xi duquesa del Infantado (1707–1770) | María Francisca de Silva Hurtado de Mendoza, xi duquesa del Infantado (1707–1770) | María Francisca de Silva Hurtado de Mendoza, xi duquesa del Infantado (1707–1770) | María Francisca de Silva Hurtado de Mendoza, xi duquesa del Infantado (1707–1770) | María Francisca de Silva Hurtado de Mendoza, xi duquesa del Infantado (1707–1770) | María Francisca de Silva Hurtado de Mendoza, xi duquesa del Infantado (1707–1770) |  |  |                                                                        |                                                                        |                                                                        |                                                                        |                                                                        |                                                                        |  |  | Ignacio Ciro de Arteaga, iv marqués de Valmediano († 1817)     | Ignacio Ciro de Arteaga, iv marqués de Valmediano († 1817)     | Ignacio Ciro de Arteaga, iv marqués de Valmediano († 1817)     | Ignacio Ciro de Arteaga, iv marqués de Valmediano († 1817)     | Ignacio Ciro de Arteaga, iv marqués de Valmediano († 1817)     | Ignacio Ciro de Arteaga, iv marqués de Valmediano († 1817)     |  |  |  |  |  |  |  |  |  |  |  |  |  |  |  |  |  |  |  |  |  |  |
| |                                                                                         |                                                                                         |                                                                                         |                                                                                         |                                                                                         |  |  |                                                                              |                                                                              |                                                                              |                                                                              |                                                                              |                                                                              |                                                    |                                                    | María Francisca de Silva Hurtado de Mendoza, xi duquesa del Infantado (1707–1770) | María Francisca de Silva Hurtado de Mendoza, xi duquesa del Infantado (1707–1770) | María Francisca de Silva Hurtado de Mendoza, xi duquesa del Infantado (1707–1770) | María Francisca de Silva Hurtado de Mendoza, xi duquesa del Infantado (1707–1770) | María Francisca de Silva Hurtado de Mendoza, xi duquesa del Infantado (1707–1770) | María Francisca de Silva Hurtado de Mendoza, xi duquesa del Infantado (1707–1770) |  |  |                                                                        |                                                                        |                                                                        |                                                                        |                                                                        |                                                                        |  |  | Ignacio Ciro de Arteaga, iv marqués de Valmediano († 1817)     | Ignacio Ciro de Arteaga, iv marqués de Valmediano († 1817)     | Ignacio Ciro de Arteaga, iv marqués de Valmediano († 1817)     | Ignacio Ciro de Arteaga, iv marqués de Valmediano († 1817)     | Ignacio Ciro de Arteaga, iv marqués de Valmediano († 1817)     | Ignacio Ciro de Arteaga, iv marqués de Valmediano († 1817)     |  |  |  |  |  |  |  |  |  |  |  |  |  |  |  |  |  |  |  |  |  |  |
| |                                                                                         |                                                                                         |                                                                                         |                                                                                         |                                                                                         |  |  |                                                                              |                                                                              |                                                                              |                                                                              |                                                                              |                                                                              |                                                    |                                                    | Pedro de Alcántara de Toledo, xii duque del Infantado (1729–1790)                 | Pedro de Alcántara de Toledo, xii duque del Infantado (1729–1790)                 | Pedro de Alcántara de Toledo, xii duque del Infantado (1729–1790)                 | Pedro de Alcántara de Toledo, xii duque del Infantado (1729–1790)                 | Pedro de Alcántara de Toledo, xii duque del Infantado (1729–1790)                 | Pedro de Alcántara de Toledo, xii duque del Infantado (1729–1790)                 |  |  |                                                                        |                                                                        |                                                                        |                                                                        |                                                                        |                                                                        |  |  | Andrés Avelino de Arteaga, v marqués de Valmediano (1780-1864) | Andrés Avelino de Arteaga, v marqués de Valmediano (1780-1864) | Andrés Avelino de Arteaga, v marqués de Valmediano (1780-1864) | Andrés Avelino de Arteaga, v marqués de Valmediano (1780-1864) | Andrés Avelino de Arteaga, v marqués de Valmediano (1780-1864) | Andrés Avelino de Arteaga, v marqués de Valmediano (1780-1864) |  |  |  |  |  |  |  |  |  |  |  |  |  |  |  |  |  |  |  |  |  |  |
| |                                                                                         |                                                                                         |                                                                                         |                                                                                         |                                                                                         |  |  |                                                                              |                                                                              |                                                                              |                                                                              |                                                                              |                                                                              |                                                    |                                                    | Pedro de Alcántara de Toledo, xii duque del Infantado (1729–1790)                 | Pedro de Alcántara de Toledo, xii duque del Infantado (1729–1790)                 | Pedro de Alcántara de Toledo, xii duque del Infantado (1729–1790)                 | Pedro de Alcántara de Toledo, xii duque del Infantado (1729–1790)                 | Pedro de Alcántara de Toledo, xii duque del Infantado (1729–1790)                 | Pedro de Alcántara de Toledo, xii duque del Infantado (1729–1790)                 |  |  |                                                                        |                                                                        |                                                                        |                                                                        |                                                                        |                                                                        |  |  | Andrés Avelino de Arteaga, v marqués de Valmediano (1780-1864) | Andrés Avelino de Arteaga, v marqués de Valmediano (1780-1864) | Andrés Avelino de Arteaga, v marqués de Valmediano (1780-1864) | Andrés Avelino de Arteaga, v marqués de Valmediano (1780-1864) | Andrés Avelino de Arteaga, v marqués de Valmediano (1780-1864) | Andrés Avelino de Arteaga, v marqués de Valmediano (1780-1864) |  |  |  |  |  |  |  |  |  |  |  |  |  |  |  |  |  |  |  |  |  |  |
| |                                                                                         |                                                                                         |                                                                                         |                                                                                         |                                                                                         |  |  |                                                                              |                                                                              |                                                                              |                                                                              |                                                                              |                                                                              |                                                    |                                                    |                                                                                   |                                                                                   |                                                                                   |                                                                                   |                                                                                   |                                                                                   |  |  |                                                                        |                                                                        |                                                                        |                                                                        |                                                                        |                                                                        |  |  |                                                                |                                                                |                                                                |                                                                |                                                                |                                                                |  |  |  |  |  |  |  |  |  |  |  |  |  |  |  |  |  |  |  |  |  |  |
| |                                                                                         |                                                                                         |                                                                                         |                                                                                         |                                                                                         |  |  | Leopoldina de Toledo, duquesa de Beaufort Spontin (1760–1792)                | Leopoldina de Toledo, duquesa de Beaufort Spontin (1760–1792)                | Leopoldina de Toledo, duquesa de Beaufort Spontin (1760–1792)                | Leopoldina de Toledo, duquesa de Beaufort Spontin (1760–1792)                | Leopoldina de Toledo, duquesa de Beaufort Spontin (1760–1792)                | Leopoldina de Toledo, duquesa de Beaufort Spontin (1760–1792)                |                                                    |                                                    | Pedro de Alcántara de Toledo, xiii duque del Infantado (1768–1841)                | Pedro de Alcántara de Toledo, xiii duque del Infantado (1768–1841)                | Pedro de Alcántara de Toledo, xiii duque del Infantado (1768–1841)                | Pedro de Alcántara de Toledo, xiii duque del Infantado (1768–1841)                | Pedro de Alcántara de Toledo, xiii duque del Infantado (1768–1841)                | Pedro de Alcántara de Toledo, xiii duque del Infantado (1768–1841)                |  |  |                                                                        |                                                                        |                                                                        |                                                                        |                                                                        |                                                                        |  |  | Andrés Avelino de Arteaga, conde de Corres (1807-1850)         | Andrés Avelino de Arteaga, conde de Corres (1807-1850)         | Andrés Avelino de Arteaga, conde de Corres (1807-1850)         | Andrés Avelino de Arteaga, conde de Corres (1807-1850)         | Andrés Avelino de Arteaga, conde de Corres (1807-1850)         | Andrés Avelino de Arteaga, conde de Corres (1807-1850)         |  |  |  |  |  |  |  |  |  |  |  |  |  |  |  |  |  |  |  |  |  |  |
| |                                                                                         |                                                                                         |                                                                                         |                                                                                         |                                                                                         |  |  | Leopoldina de Toledo, duquesa de Beaufort Spontin (1760–1792)                | Leopoldina de Toledo, duquesa de Beaufort Spontin (1760–1792)                | Leopoldina de Toledo, duquesa de Beaufort Spontin (1760–1792)                | Leopoldina de Toledo, duquesa de Beaufort Spontin (1760–1792)                | Leopoldina de Toledo, duquesa de Beaufort Spontin (1760–1792)                | Leopoldina de Toledo, duquesa de Beaufort Spontin (1760–1792)                |                                                    |                                                    | Pedro de Alcántara de Toledo, xiii duque del Infantado (1768–1841)                | Pedro de Alcántara de Toledo, xiii duque del Infantado (1768–1841)                | Pedro de Alcántara de Toledo, xiii duque del Infantado (1768–1841)                | Pedro de Alcántara de Toledo, xiii duque del Infantado (1768–1841)                | Pedro de Alcántara de Toledo, xiii duque del Infantado (1768–1841)                | Pedro de Alcántara de Toledo, xiii duque del Infantado (1768–1841)                |  |  |                                                                        |                                                                        |                                                                        |                                                                        |                                                                        |                                                                        |  |  | Andrés Avelino de Arteaga, conde de Corres (1807-1850)         | Andrés Avelino de Arteaga, conde de Corres (1807-1850)         | Andrés Avelino de Arteaga, conde de Corres (1807-1850)         | Andrés Avelino de Arteaga, conde de Corres (1807-1850)         | Andrés Avelino de Arteaga, conde de Corres (1807-1850)         | Andrés Avelino de Arteaga, conde de Corres (1807-1850)         |  |  |  |  |  |  |  |  |  |  |  |  |  |  |  |  |  |  |  |  |  |  |
| |                                                                                         |                                                                                         |                                                                                         |                                                                                         |                                                                                         |  |  | María Francisca de Beaufort Spontin, duquesa de Osuna (1785–1830)            | María Francisca de Beaufort Spontin, duquesa de Osuna (1785–1830)            | María Francisca de Beaufort Spontin, duquesa de Osuna (1785–1830)            | María Francisca de Beaufort Spontin, duquesa de Osuna (1785–1830)            | María Francisca de Beaufort Spontin, duquesa de Osuna (1785–1830)            | María Francisca de Beaufort Spontin, duquesa de Osuna (1785–1830)            |                                                    |                                                    | Manuel de Toledo, xii duque de Pastrana (1805–1886)                               | Manuel de Toledo, xii duque de Pastrana (1805–1886)                               | Manuel de Toledo, xii duque de Pastrana (1805–1886)                               | Manuel de Toledo, xii duque de Pastrana (1805–1886)                               | Manuel de Toledo, xii duque de Pastrana (1805–1886)                               | Manuel de Toledo, xii duque de Pastrana (1805–1886)                               |  |  |                                                                        |                                                                        |                                                                        |                                                                        |                                                                        |                                                                        |  |  | Andrés Avelino de Arteaga, xvi duque del Infantado (1833-1910) | Andrés Avelino de Arteaga, xvi duque del Infantado (1833-1910) | Andrés Avelino de Arteaga, xvi duque del Infantado (1833-1910) | Andrés Avelino de Arteaga, xvi duque del Infantado (1833-1910) | Andrés Avelino de Arteaga, xvi duque del Infantado (1833-1910) | Andrés Avelino de Arteaga, xvi duque del Infantado (1833-1910) |  |  |  |  |  |  |  |  |  |  |  |  |  |  |  |  |  |  |  |  |  |  |
| |                                                                                         |                                                                                         |                                                                                         |                                                                                         |                                                                                         |  |  | María Francisca de Beaufort Spontin, duquesa de Osuna (1785–1830)            | María Francisca de Beaufort Spontin, duquesa de Osuna (1785–1830)            | María Francisca de Beaufort Spontin, duquesa de Osuna (1785–1830)            | María Francisca de Beaufort Spontin, duquesa de Osuna (1785–1830)            | María Francisca de Beaufort Spontin, duquesa de Osuna (1785–1830)            | María Francisca de Beaufort Spontin, duquesa de Osuna (1785–1830)            |                                                    |                                                    | Manuel de Toledo, xii duque de Pastrana (1805–1886)                               | Manuel de Toledo, xii duque de Pastrana (1805–1886)                               | Manuel de Toledo, xii duque de Pastrana (1805–1886)                               | Manuel de Toledo, xii duque de Pastrana (1805–1886)                               | Manuel de Toledo, xii duque de Pastrana (1805–1886)                               | Manuel de Toledo, xii duque de Pastrana (1805–1886)                               |  |  |                                                                        |                                                                        |                                                                        |                                                                        |                                                                        |                                                                        |  |  | Andrés Avelino de Arteaga, xvi duque del Infantado (1833-1910) | Andrés Avelino de Arteaga, xvi duque del Infantado (1833-1910) | Andrés Avelino de Arteaga, xvi duque del Infantado (1833-1910) | Andrés Avelino de Arteaga, xvi duque del Infantado (1833-1910) | Andrés Avelino de Arteaga, xvi duque del Infantado (1833-1910) | Andrés Avelino de Arteaga, xvi duque del Infantado (1833-1910) |  |  |  |  |  |  |  |  |  |  |  |  |  |  |  |  |  |  |  |  |  |  |
| |                                                                                         |                                                                                         |                                                                                         |                                                                                         |                                                                                         |  |  |                                                                              |                                                                              |                                                                              |                                                                              |                                                                              |                                                                              |                                                    |                                                    |                                                                                   |                                                                                   |                                                                                   |                                                                                   |                                                                                   |                                                                                   |  |  |                                                                        |                                                                        |                                                                        |                                                                        |                                                                        |                                                                        |  |  |                                                                |                                                                |                                                                |                                                                |                                                                |                                                                |  |  |  |  |  |  |  |  |  |  |  |  |  |  |  |  |  |  |  |  |  |  |
| Pedro de Alcántara Téllez-Girón, xi duque de Osuna, xiv duque del Infantado (1810–1844) | Pedro de Alcántara Téllez-Girón, xi duque de Osuna, xiv duque del Infantado (1810–1844) | Pedro de Alcántara Téllez-Girón, xi duque de Osuna, xiv duque del Infantado (1810–1844) | Pedro de Alcántara Téllez-Girón, xi duque de Osuna, xiv duque del Infantado (1810–1844) | Pedro de Alcántara Téllez-Girón, xi duque de Osuna, xiv duque del Infantado (1810–1844) | Pedro de Alcántara Téllez-Girón, xi duque de Osuna, xiv duque del Infantado (1810–1844) |  |  | Mariano Téllez-Girón, xii duque de Osuna, xv duque del Infantado (1814–1882) | Mariano Téllez-Girón, xii duque de Osuna, xv duque del Infantado (1814–1882) | Mariano Téllez-Girón, xii duque de Osuna, xv duque del Infantado (1814–1882) | Mariano Téllez-Girón, xii duque de Osuna, xv duque del Infantado (1814–1882) | Mariano Téllez-Girón, xii duque de Osuna, xv duque del Infantado (1814–1882) | Mariano Téllez-Girón, xii duque de Osuna, xv duque del Infantado (1814–1882) |                                                    |                                                    |                                                                                   |                                                                                   |                                                                                   |                                                                                   |                                                                                   |                                                                                   |  |  |                                                                        |                                                                        |                                                                        |                                                                        |                                                                        |                                                                        |  |  | Joaquín de Arteaga, xvii duque del Infantado (1870-1947)       | Joaquín de Arteaga, xvii duque del Infantado (1870-1947)       | Joaquín de Arteaga, xvii duque del Infantado (1870-1947)       | Joaquín de Arteaga, xvii duque del Infantado (1870-1947)       | Joaquín de Arteaga, xvii duque del Infantado (1870-1947)       | Joaquín de Arteaga, xvii duque del Infantado (1870-1947)       |  |  |  |  |  |  |  |  |  |  |  |  |  |  |  |  |  |  |  |  |  |  |
| Pedro de Alcántara Téllez-Girón, xi duque de Osuna, xiv duque del Infantado (1810–1844) | Pedro de Alcántara Téllez-Girón, xi duque de Osuna, xiv duque del Infantado (1810–1844) | Pedro de Alcántara Téllez-Girón, xi duque de Osuna, xiv duque del Infantado (1810–1844) | Pedro de Alcántara Téllez-Girón, xi duque de Osuna, xiv duque del Infantado (1810–1844) | Pedro de Alcántara Téllez-Girón, xi duque de Osuna, xiv duque del Infantado (1810–1844) | Pedro de Alcántara Téllez-Girón, xi duque de Osuna, xiv duque del Infantado (1810–1844) |  |  | Mariano Téllez-Girón, xii duque de Osuna, xv duque del Infantado (1814–1882) | Mariano Téllez-Girón, xii duque de Osuna, xv duque del Infantado (1814–1882) | Mariano Téllez-Girón, xii duque de Osuna, xv duque del Infantado (1814–1882) | Mariano Téllez-Girón, xii duque de Osuna, xv duque del Infantado (1814–1882) | Mariano Téllez-Girón, xii duque de Osuna, xv duque del Infantado (1814–1882) | Mariano Téllez-Girón, xii duque de Osuna, xv duque del Infantado (1814–1882) |                                                    |                                                    |                                                                                   |                                                                                   |                                                                                   |                                                                                   |                                                                                   |                                                                                   |  |  |                                                                        |                                                                        |                                                                        |                                                                        |                                                                        |                                                                        |  |  | Joaquín de Arteaga, xvii duque del Infantado (1870-1947)       | Joaquín de Arteaga, xvii duque del Infantado (1870-1947)       | Joaquín de Arteaga, xvii duque del Infantado (1870-1947)       | Joaquín de Arteaga, xvii duque del Infantado (1870-1947)       | Joaquín de Arteaga, xvii duque del Infantado (1870-1947)       | Joaquín de Arteaga, xvii duque del Infantado (1870-1947)       |  |  |  |  |  |  |  |  |  |  |  |  |  |  |  |  |  |  |  |  |  |  |
| |                                                                                         |                                                                                         |                                                                                         |                                                                                         |                                                                                         |  |  |                                                                              |                                                                              |                                                                              |                                                                              |                                                                              |                                                                              |                                                    |                                                    |                                                                                   |                                                                                   |                                                                                   |                                                                                   |                                                                                   |                                                                                   |  |  |                                                                        |                                                                        |                                                                        |                                                                        |                                                                        |                                                                        |  |  | Íñigo de Arteaga, xviii duque del Infantado (1905-1997)        |                                                                |                                                                |                                                                |                                                                |                                                                |  |  |  |  |  |  |  |  |  |  |  |  |  |  |  |  |  |  |  |  |  |  |
| |                                                                                         |                                                                                         |                                                                                         |                                                                                         |                                                                                         |  |  |                                                                              |                                                                              |                                                                              |                                                                              |                                                                              |                                                                              |                                                    |                                                    |                                                                                   |                                                                                   |                                                                                   |                                                                                   |                                                                                   |                                                                                   |  |  |                                                                        |                                                                        |                                                                        |                                                                        |                                                                        |                                                                        |  |  |                                                                |                                                                |                                                                |                                                                |                                                                |                                                                |  |  |  |  |  |  |  |  |  |  |  |  |  |  |  |  |  |  |  |  |  |  |
| |                                                                                         |                                                                                         |                                                                                         |                                                                                         |                                                                                         |  |  |                                                                              |                                                                              |                                                                              |                                                                              |                                                                              |                                                                              |                                                    |                                                    |                                                                                   |                                                                                   |                                                                                   |                                                                                   |                                                                                   |                                                                                   |  |  |                                                                        |                                                                        |                                                                        |                                                                        |                                                                        |                                                                        |  |  | Íñigo de Arteaga, xix duque del Infantado (1941-2018)          |                                                                |                                                                |                                                                |                                                                |                                                                |  |  |  |  |  |  |  |  |  |  |  |  |  |  |  |  |  |  |  |  |  |  |
| |                                                                                         |                                                                                         |                                                                                         |                                                                                         |                                                                                         |  |  |                                                                              |                                                                              |                                                                              |                                                                              |                                                                              |                                                                              |                                                    |                                                    |                                                                                   |                                                                                   |                                                                                   |                                                                                   |                                                                                   |                                                                                   |  |  |                                                                        |                                                                        |                                                                        |                                                                        |                                                                        |                                                                        |  |  |                                                                |                                                                |                                                                |                                                                |                                                                |                                                                |  |  |  |  |  |  |  |  |  |  |  |  |  |  |  |  |  |  |  |  |  |  |
| |                                                                                         |                                                                                         |                                                                                         |                                                                                         |                                                                                         |  |  |                                                                              |                                                                              |                                                                              |                                                                              |                                                                              |                                                                              |                                                    |                                                    |                                                                                   |                                                                                   |                                                                                   |                                                                                   |                                                                                   |                                                                                   |  |  |                                                                        |                                                                        |                                                                        |                                                                        |                                                                        |                                                                        |  |  | Almudena de Arteaga, xx duquesa del Infantado (n. 1967)        |                                                                |                                                                |                                                                |                                                                |                                                                |  |  |  |  |  |  |  |  |  |  |  |  |  |  |  |  |  |  |  |  |  |  |

## Historia de los duques del Infantado

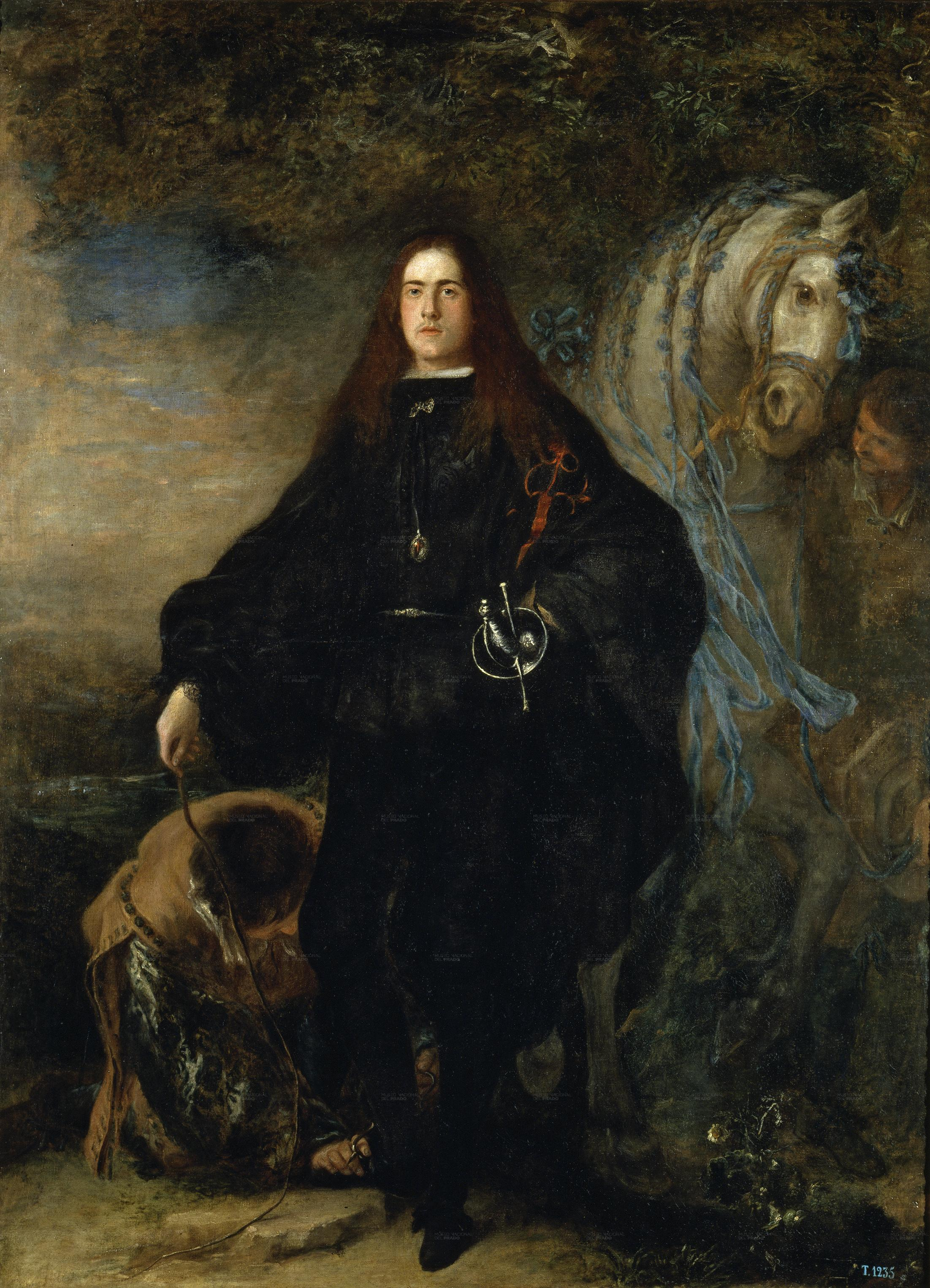
Gregorio de Silva y Mendoza, IX duque del Infantado. Obra de Juan Carreño de Miranda. C. 1679. Museo del Prado, Madrid

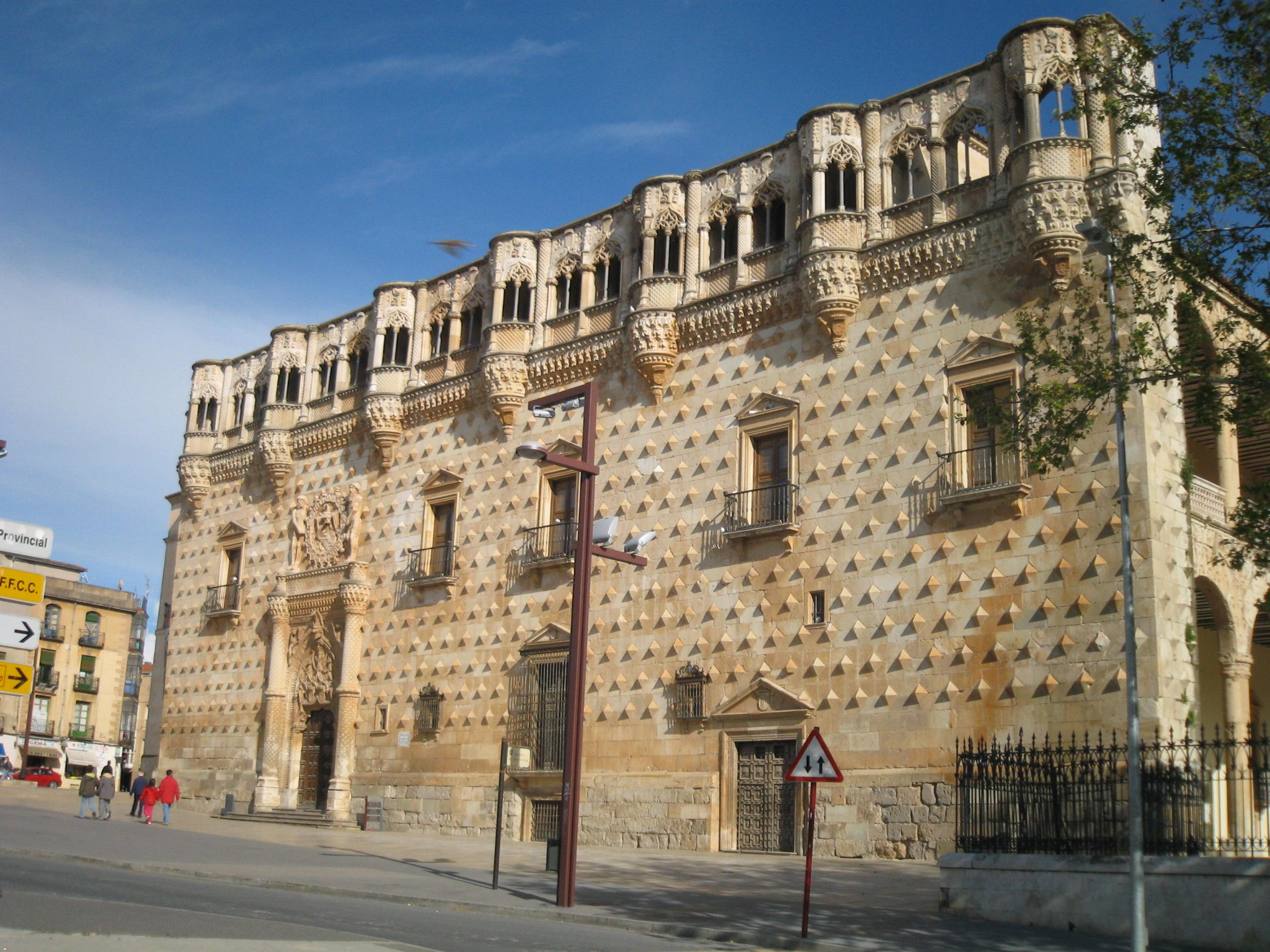
Palacio de los duques del Infantado, Guadalajara

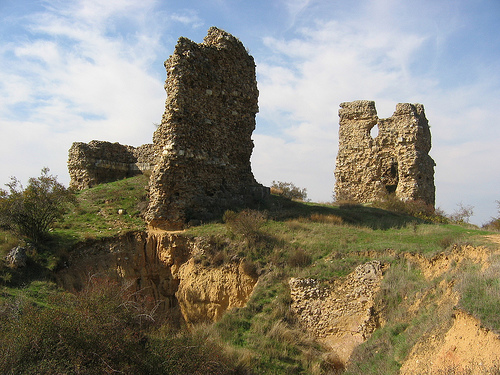
Castillo de Saldaña,, reconstruido por los duques del Infantado en el. Actualmente en ruinas

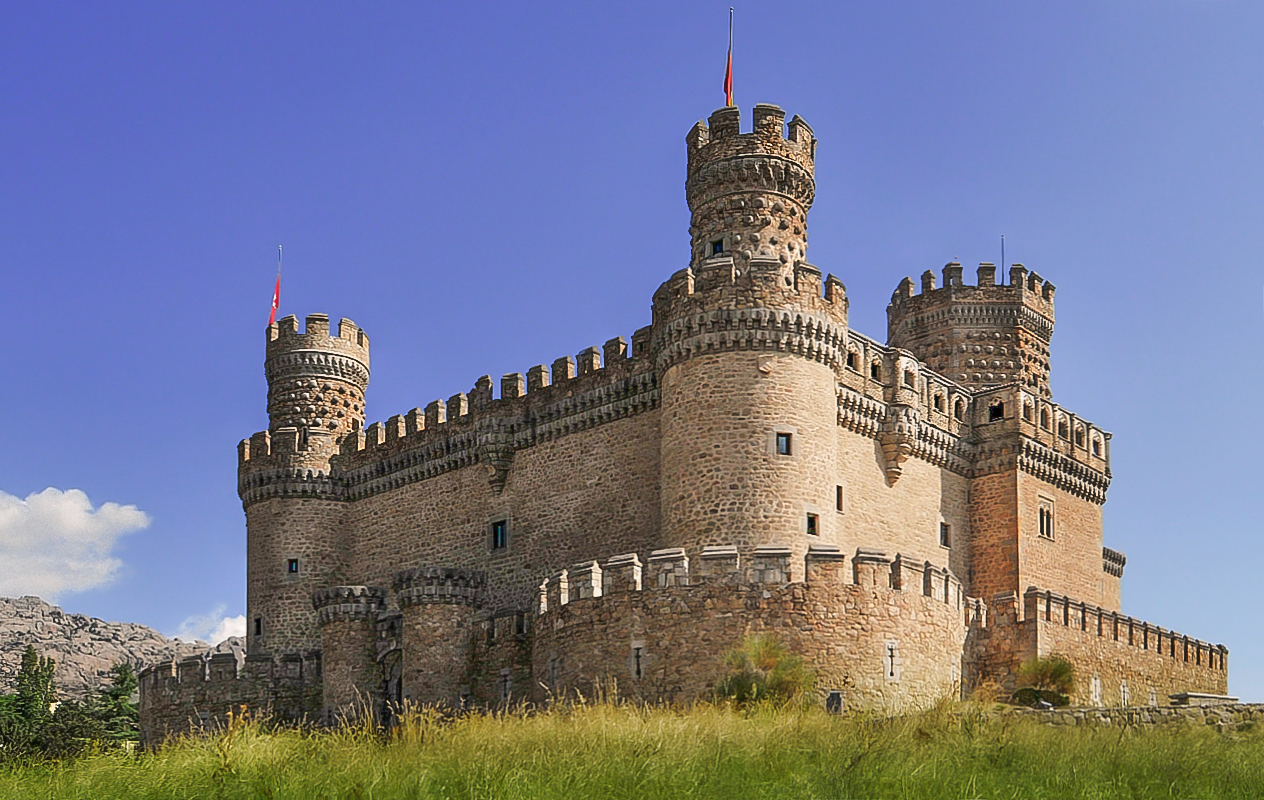
Castillo de Manzanares el Real. Construido por los duques del Infantado,

- Gregorio María de Domingo de Silva y Mendoza (1649-1693), ix duque del Infantado, v duque de Pastrana, duque de Lerma, duque de Francavilla, v duque de Estremera, vii marqués de Cea, príncipe de Melito, príncipe de Eboli, marqués de Santillana, marqués del Cenete, marqués de Algecilla, marqués de Almenara, marqués de Argüeso, marqués de Campoo, conde de Saldaña, conde del Real de Manzanares, conde del Cid, conde de Mandayona, conde de Miedes, grande de España, Gran Justicia del Reino de Nápoles, regidor perpetuo de Simancas, Zurita y Tordesilla, caballero de Santiago, comendador mayor de Castilla, consejero de estado y guerra, gentilhombre de cámara del rey Carlos II, Montero mayor del rey, capitán, embajador extraordinario en París.

1. Casó en 1666 con María de Haro y Guzmán hija de Luis Méndez de Haro Guzmán y Sotomayor de la Paz, vi marqués del Carpio, ii conde de Morente, v conde y iii duque de Olivares, ii marqués de Eliche, i duque de Montoro, tres veces grande de España, Comendador mayor de la orden de Álcantara, Gran Chanciller de las Indias, Alcaide de las Alcázares de Sevilla y Córdoba, caballerizo mayor, gentilhombre de cámara y primer ministro de Felipe IV y su gran privado y de Catalina Fernández de Córdoba y Aragón, hija menor de Enrique de Córdoba Cardona y Aragón, v duque de Segorbe, iv marqués de Comares, y de su segunda esposa Catalina Fernández de Córdoba y Figueroa de los iv marqueses de Priego. Le sucedió su hijo:

- Juan de Dios Silva y Mendoza, x duque del Infantado, xi marqués de Santillana, vi duque de Pastrana, duque de Lerma, duque de Francavilla, vi duque de Estremera, viii marqués de Cea, príncipe de Melito, príncipe de Éboli, marqués del Cenete, marqués de Algecilla, marqués de Almenara, marqués de Argüeso, marqués de Campoo, conde de Saldaña, conde del Real de Manzanares, conde del Cid, conde de Mandajona, conde de Miedes, grande de España, Gran Justicia del Reino de Nápoles.

1. Casó en 1704 con su pariente María Teresa de los Ríos Zapata y Guzmán, hija de Francisco Diego Gutiérrez de los Ríos y Guzmán de los Ríos, iii conde de Fernán Núñez, señor de las villas de Bencalez y la Morena, y de Catalina Zapata de Mendoza Silva, hija de Antonio Zapata y Suárez de Mendoza, i marqués de la Alameda, iii conde de Barajas, viii conde de la Coruña, y de Ana María de Silva y Guzmán, de los iii duques de Pastrana. Le sucedió su hija:

- María Teresa Francisca Alfonsa de Silva Hurtado de Mendoza y Sandoval de la Vega y Luna, de Silva Mendoza y Gutiérrez de los Ríos, xi duquesa del Infantado, duquesa de Pastrana, duquesa de Lerma, marquesa de Santillana, marquesa de Cenete, condesa del Real de Manzanares, condesa de Saldaña, princesa de Melito, princesa de Eboli, grande de España de primera clase, 1707- 1770.

1. Casó en 1724 con Miguel de Toledo y Pimentel, x marqués de Távara, conde de Villada, grande de España de primera clase, hijo de Antonio de Toledo Osorio de los vii marqueses de Villafranca del Bierzo, y de Ana María Pimentel de Córdoba, viii marquesa de Távara, v condesa de Villada, hija de Francisco Fernández de Córdoba Cardona y Recqueséns, viii duque de Sessa, y de Ana María Pimentel de Córdoba, vi marquesa de Távara. Le sucedió su hijo:

- Pedro de Alcántara de Toledo Silva Mendoza Pimentel Enríquez de Guzmán de la Vega Sandoval Luna Cisneros Manzanedo Albornoz Ayala Fernández de Córdoba y de los Ríos (1729-1790), xii duque del Infantado, duque de Pastrana, duque de Lerma, xiii marqués de Santillana, xi marqués de Távara, marqués de Cenete, conde del Real de Manzanares, conde de Saldaña, príncipe de Melito, príncipe de Éboli, grande de España de primera clase.

1. Casó, en primeras nupcias, con Francisca Javiera de Velasco y Tovar, hija de Bernardino IV Fernández de Velasco Pimentel, xi duque de Frías, xv conde de Alba de Liste, xv conde de Haro, vii conde de Peñaranda de Bracamonte, conde de Castilnovo, conde de Salazar, xvii conde de Luna, iv marqués del Fresno, IV vizconde de Sauquillo, tres veces grande de España, xv mayorazgo y xxi señor de la casa de Velasco de la primera línea, xvii señor de las Valles de Soba, Ruesga, xii señor del estado de Briviesca, xiii señor del estado de Belorado; muere en 1771, y de María Josefa Pacheco Téllez-Girón, hija de Manuel Gaspar Alonso de Sandoval Téllez-Girón, v duque de Uceda, v marqués de Belmonte y Menosalbas, iv conde de la Puebla de Montalbán, grande de España de primera clase, gentilhombre de cámara de Carlos II y Felipe V, nace en Madrid en el palacio de Uceda, bautizado en Santa María de la Almudena, y de Josefa Antonia María de Toledo y Portugal de los viii condes de Oropesa. El primer matrimonio del xii duque del Infantado no tiene sucesión.
2. Casó, en segundas nupcias, en Madrid en 1758 con la princesa María Anna von Salm-Salm. Le sucedió su hijo:

- Pedro de Alcántara de Toledo y Salm-Salm (1768-1841), xiii duque del Infantado, duque de Pastrana, duque de Lerma, xiv marqués de Santillana, xi marqués de Távara, marqués de Cenete, conde del Real de Manzanares, conde de Saldaña, príncipe de Melito, príncipe de Éboli, grande de España de primera clase. Tuvo un hijo y una hija naturales con Manuela Lesparre y Silva. Su hijo natural, posteriormente legalizado fue Manuel Álvarez de Toledo y Lesparre. Le sucedió:

- Pedro de Alcántara Téllez-Girón y Beaufort Spontin (1810-1844), xiv duque del Infantado, xvii conde de Belalcázar, xiv duque de Béjar, xi duque de Mandas y Villanueva, xvi conde y xiii duque de Benavente, xiv duque de Plasencia, xiii duque de Arcos, xv duque de Gandía, xi duque de Osuna, xi duque de Lerma, xi duque de Francavilla, xiii duque de Medina de Rioseco, xv marqués de Gibraleón, etc. Soltero. Sin descendientes. Le sucedió su hermano:

- Mariano Téllez-Girón y Beaufort Spontin (1814-1882), xv duque del Infantado, xii duque de Mandas y Villanueva, xv duque de Béjar, xvii conde y xiv duque de Benavente, xv duque de Plasencia, xii duque de Osuna, xvi duque de Gandía, xiv duque de Arcos, xii duque de Lerma, xii duque de Francavilla, xiv duque de Medina de Rioseco, etc..

1. Casó con S.A.S. Princesa María Eleonora zu Salm-Salm. Sin descendientes.

A la muerte del xv duque del Infantado, sus numerosos títulos acumulados (39) fueron repartidos entre varios de sus familiares, algunos de ellos, lejanos, ya que la Corona no vio con buenos ojos que una sola persona (ya que su principal heredero era el duque de Alba de la época) poseyera tantos títulos y tantas posesiones. El Ducado del Infantado fue adjudicado a: 
- Andrés Avelino de Arteaga Lazcano y Silva (1833-1915): xvi duque del Infantado, xi marqués de Armunia, xi marqués de Ariza, marqués de Santillana, xiv marqués de La Guardia (de Jaén), vii marqués de Valmediano, xi marqués de Estepa, xix conde de Saldaña (por rehabilitación a su favor en 1893), iv conde de Corres, x conde de Santa Eufemia, x conde de la Monclova, Almirante de Aragón, xix Señor de la Casa solar y palacio de Lazcano, seis veces grande de España.

1. Casó, en 1866, con María de Belén Echagüe y Méndez de Vigo, hija de Rafael Echagüe y Bermimgham, i conde del Serrallo y de Mercedes Méndez de Vigo y Osorio, hija de Santiago Méndez de Vigo Sampedro Fernández Cueto y de Ana de Osorio Zayas Spínola y Benavides, vi condesa de Santa Cruz de los Manueles. Le sucedió su hijo:

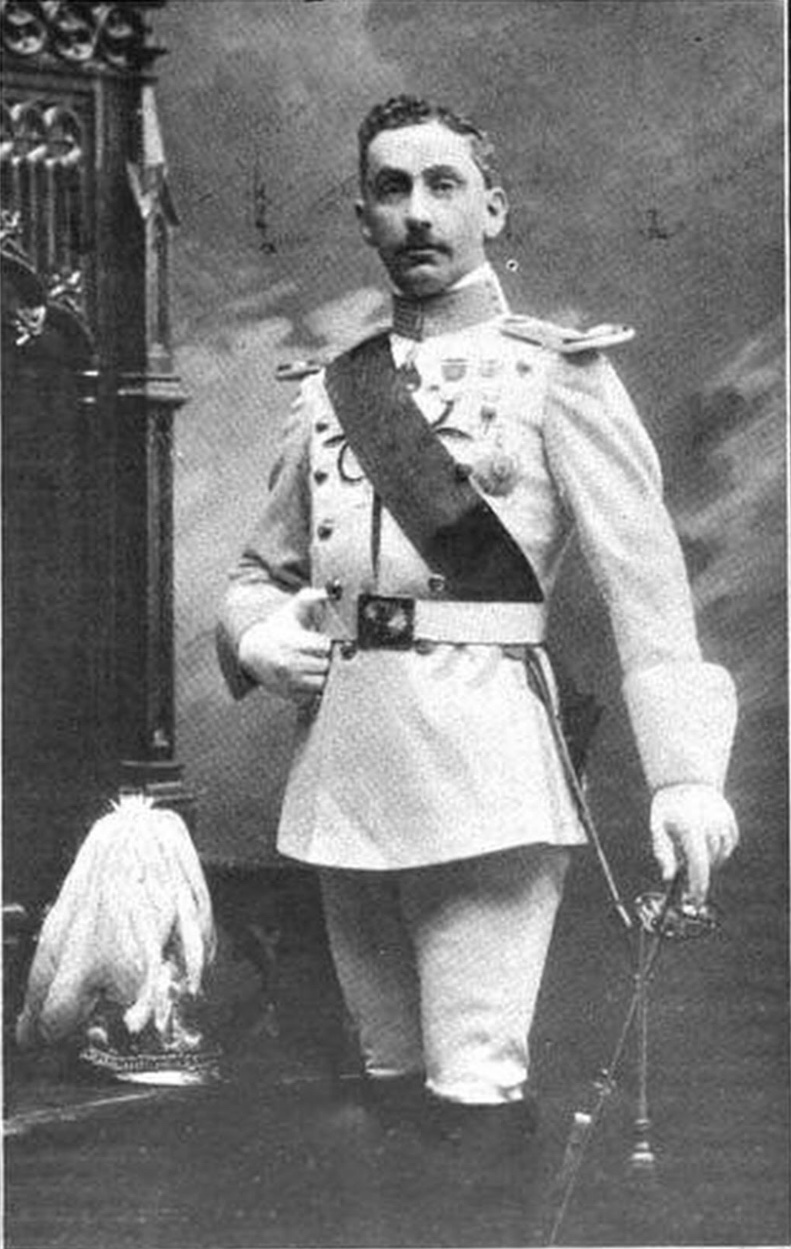
Joaquín de Arteaga y Echagüe, XVII duque del Infantado, fotografiado por Kaulak en 1909

- Joaquín Ignacio de Arteaga y Echagüe Silva y Méndez de Vigo, (1870-1947), xvii duque del Infantado, xii marqués de Armunia, xii marqués de Ariza, xii marqués de Estepa, xviii marqués de Santillana, x marqués de Laula (por rehabilitación a su favor en 1913), ix marqués de Monte de Vay (por rehabilitación en 1913), ix marqués de Vivola (por rehabilitación en 1913), xv marqués de Cea, viii marqués de Valmediano, xi marqués de la Eliseda (por rehabilitación a su favor en 1921), v conde de Corres, xi conde de la Monclova, x conde de Santa Eufemia, xviii conde del Real de Manzanares, xx conde de Saldaña, xv conde del Cid, xv conde de Ampudia, xx señor de la Casa y Palacio de Lazcano, Almirante de Aragón, seis veces grande de España.

1. Casó, en 1894, con Isabel Falguera y Moreno, iii condesa de Santiago hija única de José Falguera y Lasa, ii conde de Santiago, y de Elisa Moreno y Moscoso de Altamira, hija del coronel José Moreno y Sopranis, y de Sofía Moscoso de Altamira y Taboada, ii condesa de Fontao. Le sucedió su hijo:

- Íñigo de Loyola de Arteaga y Falguera (1905-1997), xviii duque del Infantado, xiv duque de Francavilla ( rehabilitado a su favor en 1921), xiii marqués de Armunia, xiii marqués de Ariza, xiii marqués de Estepa, xix marqués de Santillana, xvi marqués de Cea, x marqués de Monte de Vay, ix marqués de Valmediano, x marqués de Vivola, xix conde del Real de Manzanares, xi conde de Santa Eufemia, xii conde de la Monclova, v conde del Serrallo, vi conde de Corres, xxi conde de Saldaña, xvii conde del Cid, iv conde de Santiago, xxi señor de la Casa y Palacio de Lazcano.

1. Casó, en 1939, en Fuenterrabía, con Ana Rosa Martín y Santiago-Concha.
2. Casó, en 1959, con María Cristina de Salamanca y Caro, vi condesa de Zalzívar. Sin descendientes de este matrimonio. Le sucedió, de su primer matrimonio, su hijo:

- Íñigo de Arteaga y Martín (1941-2018): xix duque del Infantado, xiv marqués de Armunia, xx marqués de Santillana, xiv marqués de Ariza, xxii conde de Saldaña, xx conde del Real de Manzanares, xiii conde de la Monclova, vii conde de Corres, xvii marqués de Cea, x marqués de Valmediano, xiii marqués de Laula, v conde de Santiago, xxii señor de la Casa y Palacio de Lazcano, Almirante de Aragón, cinco veces grande de España, Gran Cruz de la Orden del Mérito Naval con distintivo blanco.

1. Casó con María de Almudena del Alcázar y Armada, hija de Juan Bautista del Alcázar y de la Victoria, vii conde de los Acevedos y de Rafaela Armada y Ulloa, hija de Álvaro María de Armada y de los Ríos-Enríquez, vii conde de Revilla Gigedo.

## Nota
El xix duque del Infantado tuvo por hijos a: 
1. María de Almudena de Arteaga y del Alcázar, XVIII marquesa de Cea.
2. Íñigo de Arteaga y del Alcázar, xx marqués de Távara grande de España, xxiii conde de Saldaña, viii conde de Corres (Madrid, 4 de marzo de 1969 - San Pablo de los Montes, 14 de octubre de 2012), residente en Madrid, que murió tras un accidente aéreo, soltero y sin descendencia.[2][3]
3. Iván de Arteaga y del Alcázar, xvi marqués de Armunia.
4. Ana Rosa de Arteaga y del Alcázar, vi condesa de Santiago.
5. Carla María de Arteaga y del Alcázar, xiv marquesa de Laula.

## Casa del Infantado
La Casa del Infantado fue una de los más poderosas de la Baja Edad Media castellana, a ella pertenecieron el famoso marqués de Santillana, padre del I duque del Infantado, o el cardenal Mendoza. El hijo mayor del duque del Infantado, llamado a sucederle, ostentaba el título de marqués de Santillana, en una suerte de principado interno.

## Marinaleda
El duque del Infantado era el mayor propietario de tierra de la población de Marinaleda. Mediante acciones de presión popular y ocupaciones de tierras lideradas por el alcalde Juan Manuel Sánchez Gordillo, se logró que parte de esas tierras, en concreto 1.200 Ha del cortijo de El Humoso, fueran expropiadas por la Junta de Andalucía para dedicarlas a regadío y cedidas a  los habitantes de Marinaleda. Fueron la base del proceso político y social que se ha producido en esa población, según algunos, un ejemplo de alternativa al sistema capitalista.

## Títulos
- Almirantazgo de Aragón
- Ducado de Francavilla
- Principado de Éboli
- Marquesado de Santillana
- Marquesado de Estepa
- Marquesado de Tavara
- Marquesado de Armunia
- Marquesado de Monte de Vay
- Marquesado de Valmediano
- Marquesado de Laula
- Marquesado de Vivola
- Condado del Serrallo
- Condado de Saldaña
- Condado de Corres
- Condado de Santiago de Cuba
- Condado de la Monclova
- Marquesado de la Eliseda
- Marquesado de Ariza
- Marquesado de Cea
- Condado de Real de Manzanares
- Condado del Cid
- Condado de Ampudia
- Señorío de la Casa de la Vega
- Señorío de la Casa de Lazcano
- Señorío de Melgar de Fernamental

Todos estos títulos siguen vinculados a la familia.
Sor Cristina de Arteaga (1902-1984, monja y superiora de las Jerónimas españolas, con proceso de beatificación iniciado en el año 2001) fue una historiadora meticulosa que, entre otros libros, escribió la biografía familiar "La Casa del Infantado".

## Historia

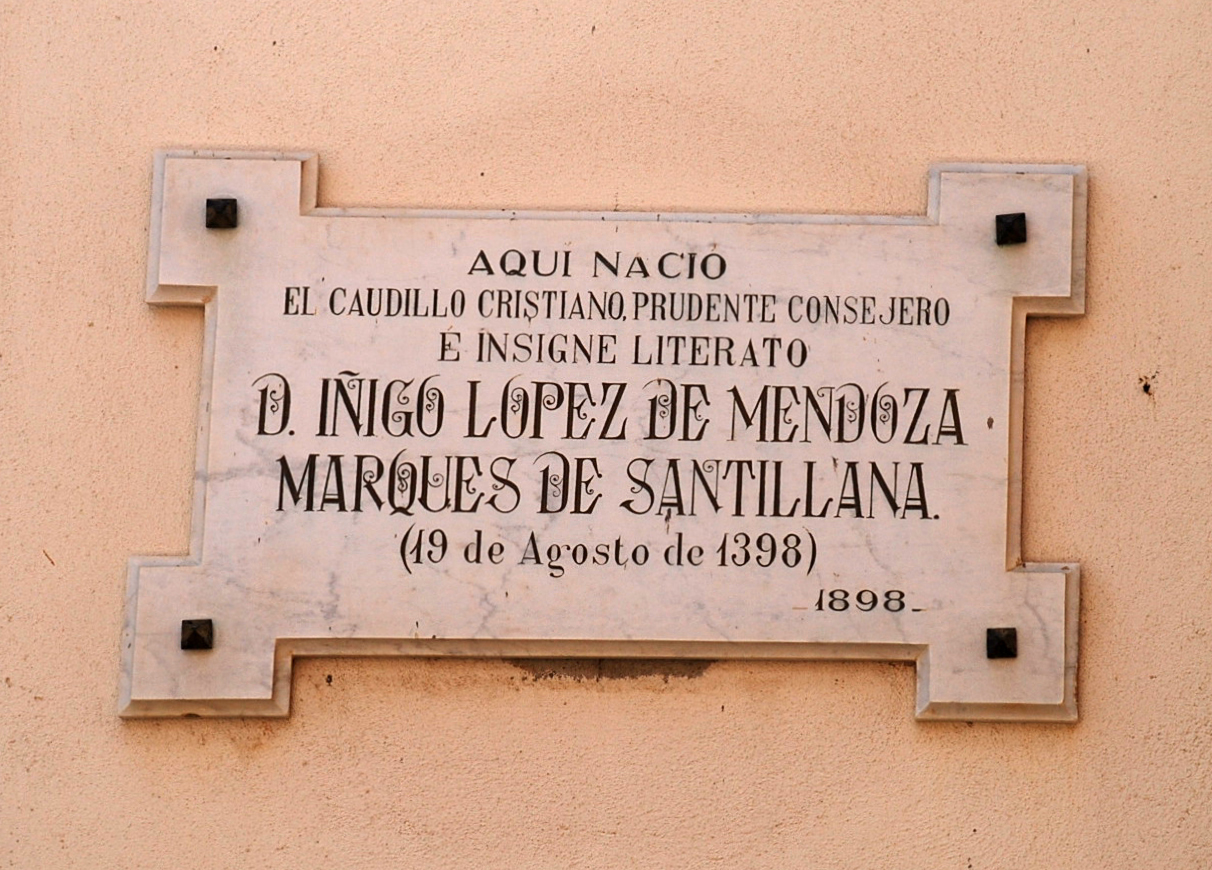
Placa conmemorativa en la casa natal de Íñigo López de Mendoza, marqués de Santillana, nacido en 1398 en Carrión de Los Condes (Palencia, Castilla y León)

La familia Mendoza, originaria de Mendoza (Álava), es una de las más importantes e influyentes de la Historia de España. Sus principales títulos nobiliarios son los de duque del Infantado y marqués de Santillana. Según narra el historiador español Luis Suárez en su libro «Nobleza y Sociedad», es de las pocas familias que ya eran nobles antes del siglo XIII y que sobreviven ese fatídico siglo de pestes y guerras civiles. 
El personaje más importante de la familia es Íñigo López de Mendoza, que nació en Carrión de los Condes en 1398 y murió en Guadalajara en 1458. Como reconocimiento a su labor en la batalla de Olmedo, Juan II de Castilla le reconoció como marqués de Santillana y conde del Real de Manzanares. En 1435 fue él quien inició la construcción del castillo del Real de Manzanares. Además, fue uno de los más grandes poetas españoles del siglo XV. Es él el autor del lema de los Mendoza: «Dar es señorío y recibir servidumbre».
Su sucesor Diego Hurtado de Mendoza (1417-1479) fue nombrado duque del Infantado en 1475, el mismo año en que empezó la construcción del espléndido palacio del Infantado en la ciudad de Guadalajara.
En 1520 Carlos V distinguió a los Duques del Infantado como uno de los 25 primeros títulos en ostentar la dignidad de Grandes de España.

## Crisis Sucesoria
Ana de Mendoza, contemporánea del duque de Lerma, casó a su hija con el hijo de este, pasando a ser Sandoval y Rojas. Se abrió un pleito dinástico que duró generaciones, hasta el duque de Osuna Mariano Téllez-Girón, quien murió completamente arruinado y sin descendencia. Le heredó su sobrino, quien además presentaba como su heredero, el marqués de Ariza y Valmediano, Andrés Avelino de Arteaga y Silva, descendiente de la rama del VII duque, que abrió el pleito. Sus descendiente actual es Íñigo de Arteaga y Martín, XIX duque del Infantado.

## Patrimonio Histórico Artístico
La Casa del Infantado ha pasado por diversas etapas, afectándole mucho la unión y posterior separación del Ducado de Osuna. Las propiedades más importantes son la casa de Lazcano en Lazcano (Guipúzcoa) y el Palacio de Barrena en el pueblo vecino de Villafranca de Ordizia, de estilo herreriano, el Castillo de Manzanares el Real, el Castillo de La Calahorra en Granada, la Finca El Cuartico (gestionada por la sociedad EDES SA) en Villanueva de la Fuente Ciudad Real, y el Castillo de la Monclova en Sevilla (con 7000 hectáreas). En Madrid sus últimas residencias fueron en el Paseo del Prado y posteriormente en la calle Don Pedro I (sede actual de la Escuela de Negocios CEU en Madrid). El archivo de Infantado se encuentra en el Archivo Histórico Nacional.
Cuando en 1932 se censaron los bienes agrícolas de los Grandes de España, la Casa del Infantado era todavía la novena propietaria del país con 17.171 hectáreas.

## Jurisdicción señorial
En el Antiguo Régimen ejerció jurisdicción de señorío sobre la villas de Itero del Castillo, Melgar de Fernamental, Padilla de Abajo, Tobar y Villasandino, que formaban parte, en su categoría de pueblos solos, del Partido de Castrojeriz, uno de los catorce que formaban la Intendencia de Burgos, durante el periodo comprendido entre 1785 y 1833, en el Censo de Floridablanca de 1787, nombrando alcalde ordinario.